# Festival Internacional de Cine de las Alturas

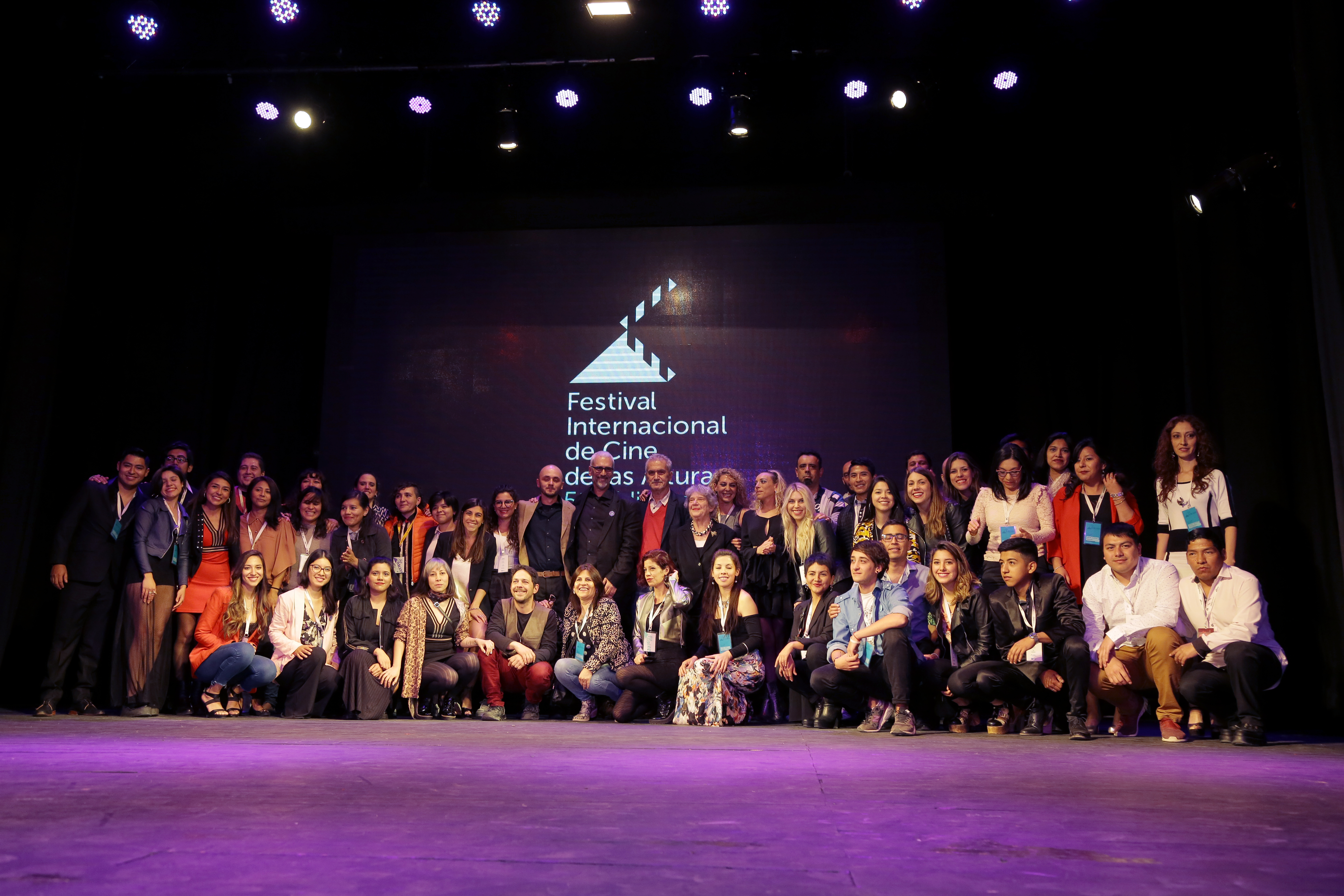
Plantilla del Festival Internacional de Cine de las Alturas

El Festival Internacional de Cine de las Alturas es un evento que se realiza anualmente en la Provincia de Jujuy, Argentina, y que reúne a la cinematografía andina. Tuvo su primera edición en el año 2014 y desde entonces convoca a producciones de Argentina, Bolivia, Chile, Colombia, Ecuador, Perú y Venezuela. Su director artístico es Daniel Desaloms, Diana Frey es la productora ejecutiva y Jimena Muñoz la productora general del festival.

## Historia
En el año 2014, Daniel Desaloms y Marcelo Pont propusieron a la Municipalidad de San Salvador de Jujuy ser sede del primer festival de cine andino, este fue el año en el que se realizó la 1° Edición del Festival. En el año 2015, al coincidir con las elecciones nacionales de Argentina, se tomó la decisión de realizar actividades y muestras cinematográficas en lugar de una edición tradicional con competencias oficiales. 
A principios del 2016, el Gobierno de la Provincia de Jujuy y la Municipalidad de San Salvador de Jujuy firmaron un convenio, en el cual expresaron la voluntad de cooperar mutuamente en la realización del Festival Internacional de Cine de las Alturas, con la firme intención de dar visibilidad y difusión al cine de la región a través de un Ente Autárquico (marcando el primer antecedente en el país). 
En el año 2021, la Legislatura de la Provincia de Jujuy sancionó la Ley Audiovisual N.º 6250, mediante la cual el Festival dejó de estar bajo la órbita de Ente Autárquico y pasó a formar parte del Instituto de Artes Audiovisuales de Jujuy (IAAJ). Este Instituto es el organismo encargado de coordinar, regular y diseñar políticas públicas orientadas al fortalecimiento del sector audiovisual en la provincia.

## Objetivos
El Festival Internacional de Cine de las Alturas, como acontecimiento social y cultural, integra y dinamiza la provincia y la región, convocando a los países que integran el bloque andino, con los que por identidad étnica y proximidad geográfica, se comparten historias, costumbres y formas de ver e interpretar el mundo.
Asimismo, está orientado a promover el encuentro entre realizadores, productores, actores, técnicos, cinéfilos y espectadores en general, propiciando lazos fraternos entre los países participantes, construyendo año a año un espacio de apertura y diversidad, posibilitando el intercambio de creaciones cinematográficas, impulsando el desarrollo de coproducciones en la región y contribuyendo a la capacitación profesional a través de foros, seminarios, talleres, y demás actividades formativas.

## Competencias oficiales
El Festival es de carácter competitivo y cuenta con cuatro competencias oficiales (dos de ellas internacionales, una nacional y una de la región NOA). Todas las ediciones se conforma un destacado equipo de jurados para cada competencia, quienes evalúan y eligen las producciones ganadoras. 
Competencia Internacional de Largometrajes de Ficción: integrada por films de Argentina, Bolivia, Chile, Colombia, Ecuador, Perú y Venezuela.
En esta competencia se premian las siguientes categorías:
- Mejor Largometraje de Ficción.

- Mejor Dirección.

- Mejor Guion.

- Mejor Dirección de Fotografía.

- Mejor Actuación.

- Mención Especial del Jurado.

- Premio del Público.

Competencia Internacional de Largometrajes Documental: con la participación de films de Argentina, Bolivia, Chile, Colombia, Ecuador, Perú y Venezuela.
En esta competencia se premian las siguientes categorías:
- Mejor Largometraje Documental.

- Mención Especial del Jurado.

- Premio del Público.

Competencia Regional Cortos NOA: conformada por cortometrajes de Jujuy, Salta, Tucumán, Santiago del Estero, Catamarca y La Rioja (Argentina).
En esta competencia se premian las siguientes categorías:
- Mejor Cortometraje.

- Mención Especial del Jurado.

- Premio del Público.

Competencia Nacional Work in Progress de las Alturas: para proyectos de largometrajes de producción y/o coproducción argentina que hayan iniciado el proceso de rodaje.
- Mejor WIP de las Alturas.

## Premios
El Festival Internacional de Cine de las Alturas entrega a los ganadores de las diferentes categorías los Premios Andes, ícono que representa la unión cultural de los países participantes. Además, las mejores producciones de cada Competencia Oficial reciben un premio de valor monetario. 
A su vez, las instituciones que acompañan al Festival entregan sus propios galardones.

## Ediciones

### 2025
La 10ª edición del Festival Internacional de Cine de las Alturas se realizó del 16 al 24 de mayo.
El Festival tuvo su modalidad presencial y virtual para Argentina, con las Competencias Internacional de Largometrajes de Ficción, Competencia Internacional de Documental y Competencia Regional de Cortos NOA y Competencia Nacional de Work in Progress.

#### Jurado
En la La Competencia Internacional de Largometraje de Ficción los jurados fueron: María Alché, actriz, guionista y directora, codirigió la película “Puan” entre otras obras destacadas; Ariel Rotter, director, guionista, productor, consultor de guion y proyectos, entre sus obras reconocidas dirigió para HBO la serie documental “Bilardo, el doctor del futbol”; Catalina Dlugi, periodista de espectáculos, crítica de cine, teatro y televisión Es conductora del programa “Agarrate Catalina” por Radio Ciudad y columnista en La Mañana de CNN (CNN Radio).
En la Competencia Internacional de Documental: Fernando Arditi, director, guionista y productor. Entre sus producciones destacan: “Una película de gente que mira películas” (2012), “Vida de perros” (2016) y “El hombre más fuerte del mundo” (2023); Maximiliano Schonfeld director y escritor presidente del Instituto Autárquico Audiovisual de Entre Rios; Alejandra Rosas, periodista y magister en Cine Documental de la U. de Chile, además de ser productora ejecutiva en Tonina Sur Films.
Competencia Regional de Cortos NOA: Willy Lemos, Artista militante por los DDHH y referente LGTB con una destacada carrera en cine, teatro y televisión; Rubén Fleita, actor, docente, director teatral y reconocido actor de Jujuy; Lidia Coria, periodista, crítica de Cine y Gestora Cultural de Catamarca.
En la Competencia WIP de las Alturas (películas en proceso); Gabriel Lahaye, Licenciado en comercio internacional, productor de contenidos audiovisuales con amplia experiencia en la industria cinematográfica, y proveedor de servicios de posproducción (LAHAYE MEDIA); María Gabriela Ortiz, Traductora Pública en Inglés, diplomada en  Traducción de Textos Audiovisuales y Accesibilidad en el Lenguas Vivas; cofundadora de Percepciones Textuales, empresa que brinda servicios de accesibilidad a la cultura para personas ciegas y sordas; Maria Laura Ramos Traductora técnico-científica y literaria en inglés (IESLV “Juan Ramón Fernández”), magíster en literaturas comparadas; y cofundadora de Percepciones Textuales; Adrián Rodríguez Trabaja en postproducción de sonido desde el año 1999, miembro de POMERANEC Música y Sonido y Gustavo Pomeranec Es músico y desde hace 25 años es compositor y arreglador de música para cine, teatro, televisión y publicidad. 

#### Selección Oficial y Premios
Competencia Internacional de Largometrajes de Ficción

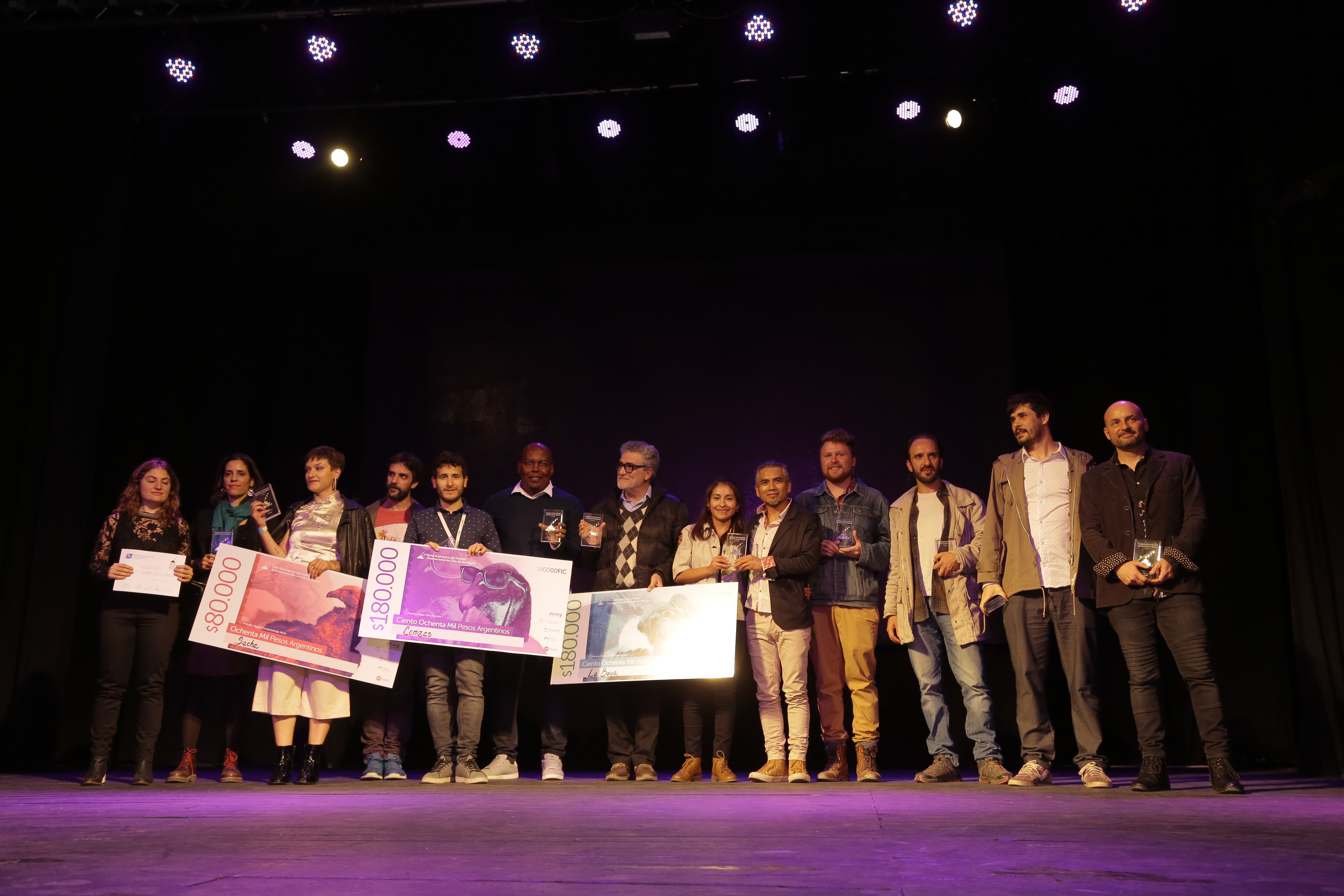
Ganadores 5.ª edición

| PELÍCULA                                                                                   | DIRECCIÓN                      | PREMIO |
| ------------------------------------------------------------------------------------------ | ------------------------------ | --- |
| Alemania Argentina-España/ 2023                                                            | Maria Zanetti                  | Premio del Público Mejor Película (ACCA) Mejor Guion (Argentores)                                                |
| El agrónomo Argentina/2024                                                                 | Martín Turnes                  | |
| El otro hijo Colombia/ 2023                                                                | Juan Sebastián Quebrada        | |
| La invención de las especies Ecuador/ 2024                                                 | Tania Hermida                  | |
| La llegada del hijo Argentina-España/ 2024                                                 | Cecilia Atán y Valeria Pivato  | Mejor Actriz: Marisel Álvarez (Andes) Mejor Dirección de Fotografía: Sergio Armstrong (ADF) Mejor Película (AAC) |
| La quinta Argentina/2024                                                                   | Silvina Schnicer               | Mejor Dirección de Fotografía: Iván Gierasinchuk (Andes)                                                         |
| La sombra del Catire Venezuela/2023                                                        | Jorge Hernández Aldana         | |
| Los colonos Chile-Argentina-Reino Unido-Taiwán-Francia Dinamarca-Suecia-Alemania-EEUU/2023 | Felipe Gálvez                  | Mejor Guion: Felipe Gálvez y Antonia Girardi (Andes) Mejor Dirección de Arte: Sebastián Orgambide (AADA)         |
| Los delincuentes Argentina-Chile- Brasil- Luxemburgo/2023                                  | Rodrigo Moreno                 | Mejor Dirección: Rodrigo Moreno (Andes) Mejor Actor: Daniel Elias (Andes)                                        |
| Mano propia Bolivia/2024                                                                   | Gory Patiño                    | |
| Tierra Citrus Argentina/2025                                                               | Ayelén Agüero                  | |
| Yana-Wara Perú/2023                                                                        | Tito Catacora y Óscar Catacora | Mejor Película (Andes)                                                                                           |

Competencia Internacional de Largometrajes de Documental
| DOCUMENTAL                                       | DIRECCIÓN                                       | PREMIO |
| ------------------------------------------------ | ----------------------------------------------- | --- |
| Al otro lado de la niebla Ecuador/2023           | Sebastián Cordero                               | |
| Ánimu Argentina/2024                             | Miguel Kohan                                    | Premio del Público Mejor Documental (ADN) Mejor Documental (AAC) Mejor Montaje: Juan Ignacio Fernandez Llop (EDA) |
| Estancia Colombia/2024                           | Andrés Carmona Rivera                           | |
| Este fue nuestro castigo Perú/2023               | Luis Cintora                                    | |
| Las almas Argentina/2023                         | Laura Basombrío                                 | Mejor Documental (Andes) Mejor dirección de fotografía de Documental: Marcos Rostagno (ADF)                       |
| Los niños Argentina/2024                         | Julián Giulianelli                              | Mejor Documental (ACCA)                                                                                           |
| Llaki Bolivia/2023                               | Diego Revollo Endara                            | |
| Malqueridas Chile-Alemania/2023                  | Tana Gilbert                                    | |
| Maracaibo mía Venezuela/2023                     | Daynú Acosta                                    | |
| Mi padre y yo Argentina/2024                     | Pablo Torre                                     | |
| San Pugliese Argentina/2024                      | Maximiliano Acosta, Santiago Nacif y Lola Winer | |
| Ziline, entre el mar y la montaña Argentina/2023 | Fernando Bermúdez                               | |

Competencia Regional Cortos NOA
| CORTOMETRAJE                               | DIRECCIÓN                                | PREMIO                                            |
| ------------------------------------------ | ---------------------------------------- | ------------------------------------------------- |
| Amina La Rioja/2024                        | Lucía Saleh                              |                                                   |
| Ángel Jujuy/2023                           | Julieta Goldaraz                         |                                                   |
| Biyuya Jujuy/2025                          | Juan Manuel Ferrero                      | Mejor Cortometraje NOA (Andes) Premio del Público |
| Cronovisor Catamarca/2025                  | Bruno Mauricio Carabajal                 |                                                   |
| El soldado y el diablo Jujuy/2023          | Araceli Aguirre e Ignacio Sánchez Moreau |                                                   |
| El último Tucumán/2023                     | Ezequiel Martínez Marinaro               |                                                   |
| Este no es tiempo para carnaval Salta/2024 | Tadeo Pestaña Caro y Kevin Havas         |                                                   |
| Las Panteritas Salta/2025                  | Alejandro Gallo Bermúdez                 |                                                   |
| Ramal caído Salta/2023                     | Lucas Ulises Díaz                        |                                                   |
| Rezabaile Santiago del Estero/2024         | Renata Yocca Teruel                      |                                                   |
| Serafina Jujuy/2024                        | Gonzalo Calzada                          |                                                   |
| Souvenir Tucumán/2023                      | Martina Díaz Santilli                    |                                                   |

Work in Progress de las Alturas
| PROYECTO                                                                    | DIRECCIÓN                                | PREMIO                                                                                 |
| --------------------------------------------------------------------------- | ---------------------------------------- | -------------------------------------------------------------------------------------- |
| A la estratósfera Salta                                                     | Emiliano Goyeneche                       | Premio consultoría en Diseño de Audiencias (Cinetren)                                  |
| Huemul Buenos Aires – Córdoba – Rio Negro                                   | Milton Ekman                             | Premio traducción al inglés y subtitulado (Estudio Silver)                             |
| Moxos Jujuy                                                                 | Marilina Calós y Soledad San Julián      | Premio APAC                                                                            |
| No al dique Chubut                                                          | Ivanna Legler                            | Premio Masterizado DCP y deliverys (Lahaye Media) Premio tutoría personalizada (Apima) |
| Norma también Buenos Aires – Neuquén- Córdoba                               | Natalia Andrea Vinelli y Alejandra Guzzo | Premio traducción y subtitulado al inglés (Stratford Media)                            |
| Soy ella Buenos Aires – Tucumán                                             | Cecilia Pinotti                          | Premio conformado 4K y armado final (Gorky Films)                                      |
| Te llamarás Raquel Buenos Aires                                             | Sabrina Farji                            | Mejor Película en Proceso (Andes)                                                      |
| Tiempos circulares Córdoba                                                  | Andrés Dunayevich                        | Premio subtitulado o audiodescripción (Percepciones Textuales)                         |
| Tierra que habla La Pampa – Neuquén                                         | Ana Fraile y Lucas Scavino               | Premio corrección de color (Lahaya Media)                                              |
| Travesía Capricornio Jujuy- Salta – Formosa – Chaco – Corrientes – Misiones | Lucio Malizia y Renán Aparicio           | Premio de edición de sonido (POMERANEC MÚSICA Y SONIDO)                                |

#### Actividades Acádemicas y Especiales
Como todos los años se brindaron una serie de capacitaciones pensadas para fomentar el intercambio de ideas y el aprendizaje en torno al cine, a través de espacios de formación, reflexión y encuentro con destacados referentes del ámbito audiovisual nacional:
- Masterclass: “Producción audiovisual sustentable en Argentina”. A cargo de Florencia Nates y Fabiana Bepres, especialistas en comunicación y medio ambiente, propusieron un espacio de reflexión y acción sobre prácticas sustentables en la producción audiovisual.
- Masterclass: “Dirección y producción de contenidos fulldome”. A cargo de Natalia Masseroni quien compartió su experiencia en la creación de contenidos para domos inmersivos, abordando los desafíos técnicos y creativos desde la idea inicial hasta la realización.
- Masterclass: “Creación de visuales generativos en formato fulldome. Dictada por Sebastián Vinelli, productor audiovisual con más de 30 años de trayectoria. Se exploraró la fusión entre arte digital, programación y tecnología para la creación de experiencias inmersivas.
- Charla: “Coordinación de intimidad en proyectos audiovisuales: Prácticas de cuidado y trabajo en equipo”. A cargo de Carina Gutterman, psicóloga y coordinadora de intimidad certificada, pionera en Argentina. Se abordarón conceptos de consentimiento, protocolos de trabajo, buenas prácticas en el set y experiencias concretas en series como Iosi, el espía arrepentido y El fin del amor.
- Masterclass: “La influencia del sonido en la yuxtaposición de planos”. Una clase dictada por Leandro Tolchinsky (montajista y realizador audiovisual) y Pablo A. Orzeszko (ASA), centrada en cómo el diseño sonoro puede transformar la percepción visual en una obra audiovisual.
- Masterclass: “Estrategias de distribución de cortometrajes animados”. A cargo de Ezequiel Dalinger (ANIMATION 1908), diseñador de Imagen y Sonido (UBA). Se abordarón herramientas y problemáticas para diseñar estrategias de distribución en festivales, junto al armado de materiales y documentación necesarios para la circulación de cortos animados.

Entre las actividades especiales se destacan: Diálogos de Altura con Guillermo Francella
La sala mayor del Teatro Mitre recibió al reconocido actor argentino Guillermo Francella donde se hizo un repaso por su trayectoria en una charla íntima con Daniel Desaloms. El evento contó con la participación especial de Gastón Duprat y Mariano Cohn.
Experiencia Domo:Sistema de proyección y sonido 360° Durante todo el Festival estuvo instalado el Domo en el punto de encuentro. Una experiencia inmersiva con proyecciones para infancias y público en general.
Espacio Animatica: Muestra interactiva sobre objetos precinematográficos y arte cinético.La muestra Animatica de Martín Schachner presentó un recorrido a lo largo de los primeros dispositivos previos al cine, combinando ciencia y tecnología con arte cinético; y está compuesta por un valioso conjunto de piezas interactivas, que dependen de acciones manuales (o electrónicas) para su funcionamiento.
Cabe destacar que el Festival también contó con la presencia de destacadas figuras del ámbito cinematográfico. Entre ellas, la actriz y directora Lorena Vega, quien presentó su película “Imprenteros" en el marco del festival, y acompañó con su presencia el evento de clausura.

### 2024
La 9na edición del Festival Internacional de Cine de las Alturas se desarrolló del 6 al 13 de abril, el festival tuvo su reprogramación originariamente prevista para principios de septiembre del año 2023.
La modalidad en esta edición fue presencial y virtual para Argentina, con las Competencias Internacional de Largometrajes de Ficción, Competencia Internacional de Documental y Competencia Regional de Cortos NOA y Competencia Nacional de Work in Progress.

#### Jurado
Para la Competencia Internacional de Ficción, los jurados fueron: Juan Pablo Félix guionista, productor y director, destacado por dirigir la premiada “Karnawal”; junto a José Romero, crítico y periodista cinematográfico peruano y la productora Agustina Lambi Campbell con amplia experiencia en producción de films.
En cuanto a la Competencia Internacional de Documentales, los jurados fueron: Alejandro Hartmann director cinematográfico de gran trayectoria en la realización de videoclips,  comerciales, series de ficción para TV y series documentales; Anabel Rodríguez, realizadora audiovisual venezolana, directora del documental “Érase una vez en Venezuela” ganadora en la 8va edición en el Festival de Cine de las Alturas; y Ulises de la Orden reconocido por su vasta experiencia laboral en la Industria del Cine, participando en producciones internacionales.
En la sección de Cortos NOA, los jurados serán Gisela Chicolino, productora audiovisual; Mario Andrés Giménez, Presidente del Instituto de Artes Audiovisuales de Misiones y Cristina Tamagnini productora, guionista y directora salteña.
En la Competencia Internacional de Work in Progress, los jurados fueron Gustavo Lahaye, productor de contenidos audiovisuales con amplia experiencia en la industria cinematográfica, y proveedor de servicios de posproducción; Vanesa Pagani productora  y Contadora Pública Nacional; Gustavo Pomeranec es músico y desde hace 25 años es compositor y arreglador de música para cine, teatro, televisión y publicidad y Adrian Rodriguez trabaja en postproducción de sonido desde el año 1999.

#### Selección Oficial y premios
Competencia Internacional de Largometrajes de Ficción
| PELÍCULA                                   | DIRECCIÓN              | PREMIO |
| ------------------------------------------ | ---------------------- | --- |
| 1976 Chile / 2022                          | Manuela Martelli       | Mejor Dirección (Andes) Mejor Fotografía: Soledad Rodriguez (Andes)                                                                                          |
| Almamula Argentina/ 2023                   | Juan Sebastian Torales | |
| Cambio Cambio Argentina/ 2022              | Lautaro García Candela | Mejor Película (Andes) Mejor Guion (Andes) Mejor Montaje (EDA)                                                                                               |
| El método tangalanga Argentina/ 2022       | Mateo Bendesky         | Mejor Dirección de Arte: Ana Cambre, Agustin Ravotti (AADA) Mención Especial Mejor Guion de Mateo Bendesky, Sergio Dubcovsky y Nicolás Schujman (ARGENTORES) |
| Empieza el baile Argentina/ 2023           | Marina Seresesky       | |
| La Jauría Colombia / 2022                  | Andrés Ramírez Pulido  | Mejor Guion (ARGENTORES) |
| La Leyenda el Cóndor Ciego Argentina/ 2023 | Norman Ruiz            | |
| La pena máxima Perú/ 2022                  | Michel Gomez           | |
| La piel pulpo Ecuador/ 2022                | Ana Cristina Barragán  | |
| La Uruguaya Argentina/ 2022                | Ana García Blaya       | |
| Los de abajo Bolivia/ 2022                 | Alejandro Quiroga      | Mención Especial Mejor Película (Andes) Mejor Actuación: Fernando Arze Echalar (Andes)                                                                       |
| One Way Venezuela/ 2022                    | Carlos Daniel Malavé   | Premio del Público |

Competencia Internacional de Largometrajes de Documental
| DOCUMENTAL                                 | DIRECCIÓN                    | PREMIO                                                                           |
| ------------------------------------------ | ---------------------------- | -------------------------------------------------------------------------------- |
| ANHELL69 Colombia/2023                     | Theo Montoya                 | Mejor Largometraje Documental (ADN)                                              |
| Clorindo Testa Argentina/2022              | Mariano Llinás               |                                                                                  |
| El ciar del río Argentina/2023             | Renan Aparicio               |                                                                                  |
| El sonido de antes Argentina/2023          | Yael Szmulewicz              |                                                                                  |
| Guañuna Ecuador/2022                       | David Lasso                  | Mención Especial del jurado, Mejor Largometraje Documental (Andes)               |
| La memoria infinita Chile/2023             | Maite Alberdi                |                                                                                  |
| Niños de las brisas Venezuela/2022         | Marianela Maldonado          | Mención Especial del jurado, Mejor Largometraje Documental (Andes)               |
| Me río de las olas Bolivia/2023            | Azeneth Farah                |                                                                                  |
| Otra película maldita Argentina/2023       | Alberto Fasce y Mario Varela |                                                                                  |
| Vida Férrea Perú/2022                      | Manuel Bauer                 |                                                                                  |
| Wacay, mujeres del tabacal Argentina /2023 | Belén Revollo                | Premio del Público Mención Especial del Jurado (ADN)                             |
| Zapla y los hijos del Óxido Argentina/2023 | Hernán Paganini              | Mejor Documental (ANDES) Mejor Película Argentina en Competencia Nacional (ACCA) |

Competencia Regional Cortos NOA
| CORTOMETRAJE                               | DIRECCIÓN                                                     | PREMIO                                        |
| ------------------------------------------ | ------------------------------------------------------------- | --------------------------------------------- |
| Confín Tucumán/2022                        | Solana Carlevaris                                             |                                               |
| Coral en el Valle Salta/2023               | Alejandro Gallo Bermúdez                                      |                                               |
| Entre árboles y puestos Salta/2023         | Nahuel Sebastian Martinez                                     |                                               |
| Hermanas del viento Jujuy/2023             | Julia Carrizo                                                 | Mejor Cortometraje (Andes) Premio del Público |
| Hilando Poesía Salta/2023                  | Irene Boleda                                                  |                                               |
| La Balada de la sobreviviente Tucumán/2022 | Esteban David Cortez                                          |                                               |
| La Quena Jujuy/2022                        | Ayelén Betsabé Cabreras Guevara y Jesús Emanuel Choqui Chaud. |                                               |
| Los anillos de Saturno La Rioja/2022       | Fernando Bermúdez                                             | Mención Especial del Jurado (Andes)           |
| Los de abajo Tucumán/2022                  | Bernabé Gallac y Guillermo del Pino                           |                                               |
| SAYANI Jujuy/2023                          | Lucia Bernal                                                  |                                               |
| Soñock Alfarero Catamarca/2022             | Federico Abaca                                                |                                               |
| Yo Sé Vir Jujuy/2023                       | Javier Jorge                                                  |                                               |

Work in Progress de las Alturas
| PROYECTO                                                         | DIRECCIÓN                      | PREMIO                                                                    |
| ---------------------------------------------------------------- | ------------------------------ | ------------------------------------------------------------------------- |
| Crónica Bárbara tras el Barco de Fitzcarraldo Córdoba- Argentina | Hugo Emmanuel Figueroa         |                                                                           |
| Hijes Buenos Aires- Argentina                                    | Valeria Soledad Trejo          | Mejor WIP (Andes) Premio Gorky Films a un proyecto del WIP de las Alturas |
| Más grande que un Tiranosaurio Neuquén- Argentina                | Javier Zevallos                | Premio Pomeranec                                                          |
| Entre Reinas Catamarca - Argentina                               | Malena Fainsod y Tomás Morelli | Premio Stratford                                                          |
| Scafati. Palabra Pintada Mendoza- Argentina                      | Silvana Díaz Coppoletta        | Premio Género Dac                                                         |
| Yo y la que fui Buenos Aires- Argentina                          | Constanza Niscovolos           | Premio Lahaye                                                             |

#### Actividades Académicas y Especiales
La 9na edición, contó con talleres intensivos dentro de las Actividades Académicas, en un espacio de formación mediante capacitaciones y masterclass.
- Taller intensivo de “Dirección de actores naturales en lenguaje audiovisual” a cargo de Maria Laura Berch.
- Coloquio “Esquivando la motosierra: alternativas internacionales para compensar la incertidumbre nacional” a cargo de Gastón Chedufau y Joaquín Carrillo Bascary.
- Taller de “Formación Audiovisual en Inteligencia Artificial” a cargo de Claudio Posse y Ana Lucia Amor.
- Taller “Dirigir un film con las nuevas tecnologías” (online) a cargo de Norman Ruiz.
- Taller “La música y sonido en las artes escénicas y audiovisuales” a cargo de Enrico Balbizi.
- Capacitación en “Aspectos Normativos de Coproducciones Internacionales” (online) a cargo de Anabel Jessenne.
- Proyección película “Todo sobre nada” la primera película realizada con inteligencia artificial en el mundo, la misma fue presentada por su director Claudio Posse y Ana Lucia Amor.
- “Mesa de Accesibilidad Audiovisual en un diálogo entre expertos” con Federico Sykes director del Festival de Cine Sordo en Argentina quien presentó la película “Crisálida”.
- Conservatorio y cierre de la experiencia de “Cine a Pie” donde Juan Pablo Zaramella, habló sobre la travesía junto al equipo de Cine Móvil para llegar al pueblo de Molulo, llevando la muestra de sus mejores cortos animados para la comunidad.

### 2022
La 8.ª edición se llevó a cabo del 2 al 11 de septiembre en Internet en Argentina y presencialmente en la provincia de Jujuy. El Festival contó con cuatro competencias oficiales: Competencia Internacional de Largometraje de Ficción, Competencia Internacional de Largometraje Documental, Competencia Regional Cortos NOA y Work in Progress de las Alturas para películas en proceso de Argentina.

#### Jurado
El jurado en la categoría ficción estuvo conformado por la argentina Ana Katz, actriz argentina, guionista, directora y productora de cine y teatro, junto a la directora, guionista ecuatoriana Gabriela Calvache y el director argentino Martín Desalvo. La competencia internacional de largometrajes documentales, tuvo como jurado a la directora argentina Sabrina Farji, al poeta y director Alfredo Lichter y al cineasta, fotógrafo y periodista boliviano, Alfonso Gumucio Dagron. En lo que respecta a la Competencia Cortos NOA, la actriz tucumana Liliana Juárez, junto al productor jujeño Gastón Chedufau y a la realizadora audiovisual y docente universitaria santiagueña Lorena Jozami.
En la Competencia Nacional WIP de las Alturas, el jurado estuvo conformado por la productora, realizadora y showrunner argentina Vanessa Ragone; Gabriel Lahaye, productor de contenidos audiovisuales y proveedor de servicios de postproducción y el músico y compositor Gustavo Pomeranec de la productora “Pomeranec música y sonido”. 

#### Selección Oficial y premios
Competencia Internacional de Largometrajes de Ficción
| PELÍCULA                                    | DIRECCIÓN             | PREMIO |
| ------------------------------------------- | --------------------- | --- |
| Amor bandido Argentina / 2021               | Daniel Werner         | |
| El árbol rojo Colombia / 2021               | Joan Gómez Endara     | Mejor Guion (Andes) |
| El gran movimiento Bolivia / 2021           | Kiro Russo            | Mejor Dirección de Fotografía (Andes)                                                                                              |
| El monte Argentina / 2022                   | Sebastián Caulier     | Mención Especial (ADF) |
| Especial Venezuela / 2020                   | Ignacio Márquez       | Mención Especial (ADF) |
| Husek Argentina / 2021                      | Daniela Seggiaro      | |
| Jesús López Argentina / 2021                | Maximiliano Schonfeld | Mejor Dirección (Andes) Mejor Actuación Paula Ransenberg (Sagai) Mejor Actor Joaquin Spahn (Sagai) Mejor Película Argentina (ACCA) |
| La calma Argentina / 2021                   | Mariano Cócolo        | Mejor Actuación Tania Casciani (Andes)                                                                                             |
| Lo invisible Ecuador / 2021                 | Javier Andrade        | Mejor Dirección de Arte (AADA) |
| Manco Capac Perú / 2020                     | Henry Vallejo         | Mejor Largometraje Internacional de Ficción (Andes)                                                                                |
| Mis hermanos sueñan despiertos Chile / 2021 | Claudia Huaiquimilla  | Mención Especial del Jurado (Andes) Mejor Guion (Argentores)                                                                       |
| Siete perros Argentina / 2021               | Rodrigo Guerrero      | Premio del Público (Andes) Mejor Dirección de Fotografía (ADF) Mejor Montaje (EDA)                                                 |

Competencia Internacional de Largometrajes de Documental
| DOCUMENTAL                                       | DIRECCIÓN                         | PREMIO                                                   |
| ------------------------------------------------ | --------------------------------- | -------------------------------------------------------- |
| Achachilas Bolivia/2021                          | Juan Gabriel Estellano            |                                                          |
| Brutal como el rasgar de un fósforo Ecuador/2021 | Elizabeth Ledesma                 |                                                          |
| Cafrune Argentina/2022                           | Julián Giulianelli                |                                                          |
| El silencio del Impenetrable Argentina/2022      | Ignacio Robayna                   |                                                          |
| Entrecerros Argentina/2022                       | Leonardo Cauteruccio              | Mejor Montaje (EDA)                                      |
| Érase una vez en Venezuela Venezuela/2020        | Anabel Rodríguez Ríos             | Mejor Largometraje Internacional de Documental (Andes)   |
| Esquirlas Argentina/2020                         | Natalia Garayalde                 |                                                          |
| Frontera Chile/2020                              | Paola Castillo                    |                                                          |
| Memorias de Uchuraccay Perú/2020                 | Hernán Rivera Mejía               |                                                          |
| Mujer perseverante Argentina/2022                | Soledad San Julián                | Mención Especial (ADN)                                   |
| Toro Colombia/2022                               | Adriana Bernal Mor y Ginna Ortega | Mejor Dirección de Fotografía (ADF) Mejor película (ADN) |
| Un hombre de cine Argentina/2022                 | Hernán Gaffet                     |                                                          |

Competencia Regional Cortos NOA
| CORTOMETRAJE                                  | DIRECCIÓN                      | PREMIO                                                           |
| --------------------------------------------- | ------------------------------ | ---------------------------------------------------------------- |
| Ahí vienen Tucumán/2020                       | Pedro Ponce Uda y Lucas García | Mejor Cortometraje NOA (Andes)                                   |
| Ángela Jujuy/2022                             | Renán Aparicio y Lucio Malizia |                                                                  |
| Anoche en mis pesadillas Salta/2021           | Lautaro Arias Camacho          |                                                                  |
| Como suenan las burbujas Tucumán/2021         | Melina Andrea Dulci            | Mención Especial del Jurado (Andes) Mejor Cortometraje (CINE.AR) |
| Deshecho Catamarca/2022                       | Agustín Lagos                  | Premio Recam                                                     |
| El hijo que Salta/2022                        | Salvador Lencina               | Premio Stratford                                                 |
| En busca del fuego azul Jujuy/2021            | Baltazar Sagarnaga             |                                                                  |
| Mi mundito con monstruos Tucumán/2022         | Fernando Gallucci              |                                                                  |
| Por el cielo Jujuy/2021                       | Juan Quiroga                   |                                                                  |
| Rosita Salta/2021                             | Lucia Ravanelli                |                                                                  |
| Un lugar limpio y bien iluminado Tucumán/2022 | Nelson Urdaneta                |                                                                  |
| Una pausa para la Madre Tierra Jujuy/2021     | Aldana Loiseau                 | Premio del Público (Andes)                                       |

Work in Progress de las Alturas
| PROYECTO                                       | DIRECCIÓN                  | PREMIO                                                     |
| ---------------------------------------------- | -------------------------- | ---------------------------------------------------------- |
| Cerro fuselaje Río Negro- Argentina            | Luis Urquiza y Jorge Honik |                                                            |
| De reinas y golondrinas Mendoza-Argentina      | Sergio Musso               |                                                            |
| El amo del jardín Buenos Aires- Argentina      | Fernando Krapp             |                                                            |
| Estepa Río Negro- Argentina                    | Mariano Benito             | Premio Stratford Media                                     |
| Las fieras Río Negro- Argentina                | Juan Flores                | Mejor Work in Progress de las Alturas Premio Punctum Sales |
| Más allá de la tercera edad Tucumán- Argentina | Sonia Lucia Dall´Ara       | Premio Apima                                               |
| WACAY, Mujeres del Tabacal Jujuy.Argentina     | Belén Revollo              | Premio Punctum Sales Premio Recam                          |
| Yo fui reina Buenos Aires-Argentina            | Pamela Bertoni             | Premio Lahaye Media Premio Pomeranec                       |

#### Actividades Académicas y Especiales
La 8.ª edición contó con actividades académicas y especiales abiertas al público interesado en participar de las disertaciones de profesionales del cine.
- Diálogos de Altura con Diego Lerman.

- Diálogos de Altura con Andrea Frigerio.

- Diálogos de Altura con Luciano Cáceres.

- Diálogos de Altura con Celeste Cid.

- Conversatorio "¿Cuánto vive una película?" con las disertantes Valentina Llorens y Valeria Tucci (Cartelera Transfeminista).

- Charla APIMA “Cómo producir una película argentina con fondos nacionales e internacionales” Santiago Podestá.

- Charla-taller “De la imagen a la acción- Construcción de personajes” desarrollada por Ruben Fleita.

- Charla “Introducción a la producción de contenido para domo” por Rodrigo Penna.

- Charla EDA: “El rol del asistente de edición-la pieza clave en la estructura de post” por Arnald Díaz Alcayaga.

- Charla AADA:  “Las salinas grandes Dramaturgia del paisaje”, la disertante con Alejandra Isler.

- Charla ADF: “Fotografiando Aniceto”con Alejandro Giuliani.

- Charla POMERANEC: “Música y Sonido: un matrimonio por conveniencia” Adrian Rodriguez y Gustavo Pomeranec.

- Charla-taller ADN: “Investigar: “¿antes, durante o después de prender la cámara?”  Raúl Manrupe.

- Clase Magistral Punctum Sales: “Distribución y ventas internacionales”  las disertantes Candela Figueira Pizarro y Rosalia Ortiz de Zarate.

- Charla "La Historia del Cannabis en el Cine" por Ezequiel Boetti.

- Charla-debate de ADF: “Dirección de fotografía en deconstrucción”  Alejandro Giuliani.

- Charla SAGAI: “Perspectivas de Género y prevención de las violencias en el audiovisual” de Mora Recalde.

- Clase Magistral ACCA: (Asociación de Cronistas Cinematográficos de la Argentina), ¿Para qué sirve la crítica de cine? con Guillermo Courau

- Clase Magistral ARGENTORES: “La creatividad y sus derechos'' por Luisa Irene Ickowicz.

- Charla “Producción Fulldome en Argentina” por Hernán Moyano.

- Charla UBA: “La ira de Dios”¿Es culpable el personaje de Diego Peretti? Guillermo Martinez y la función del azar en el cine y la literatura”  con Juan Jorge Michel Fariña.
- Charla-Mesa Panel: Plataformas Internacionales filman en Jujuy, a cargo de Martín Rago- Pampa Films- Rodrigo Cala- K&S Films y Cecilia Malbran- 100 Bares-Jujuy Film Commission.
- Presentación del libro 50 Mujeres del Cine Argentina de Julia Montesoro.

### 2021
La 7.ª edición del festival se realizó del 1 al 10 de octubre y contó con una nueva competencia oficial: Work in Progress de las Alturas, para películas en proceso de Argentina. La  modalidad fue mixta donde los espectadores de Argentina, Bolivia, Chile, Colombia, Ecuador, Perú y Venezuela pudieron disfrutar del Festival desde sus casas de manera en línea, y quienes estuvieron en Jujuy, pudieron participar de las actividades y proyecciones presenciales. Además, la especialidad que se destacó en esta edición fue el documental. 

#### Jurado
El jurado de Ficción estuvo presidido por la actriz argentina Graciela Borges, de extensa trayectoria.  A su vez, el director y guionista boliviano Marcos Loayza y el realizador audiovisual peruano Miguel Barreda, completan el equipo que premió a los largometrajes internacionales de ficción. En cuanto a la competencia de documentales, los jurados fueron: Diego García Moreno, realizador audiovisual colombiano de larga carrera y con experiencia en la docencia de cine documental; Carmen Guarini, quien también es docente y doctora en Cine Antropológico; y Carlos Oteyza, director de cine, historiador y guionista venezolano. En lo que respecta a la Competencia Cortos NOA, la presidenta del jurado fue Mariel Vítori, directora y productora ejecutiva salteña. Además, el realizador audiovisual jujeño Renán Aparicio, y la directora y productora Mariel Bomczuk conformarán el jurado que elegirá el mejor cortometraje del noroeste argentino. Para la Competencia Nacional WIP de las Alturas, la presidenta del jurado fue Felicitas Raffo y la acompañaron Gustavo Pomeranec y Adrián Rodríguez de la productora “Pomeranec música y sonido” y Gabriel Lahaye, productor de contenidos audiovisuales y proveedor de servicios de postproducción para la industria audiovisual.

#### Selección Oficial y premios
Competencia Internacional de Largometrajes de Ficción
| PELÍCULA                               | DIRECCIÓN               | PREMIO |
| -------------------------------------- | ----------------------- | --- |
| Azules turquesas Ecuador/2019          | Mónica Mancero          | |
| Bandido Argentina/2021                 | Luciano Juncos          | Premio del Público (Andes)                                                                                          |
| Blanco en blanco Chile/2019            | Théo Court              | Mejor Dirección de Fotografía (Andes) Mejor Dirección de Arte (AADA) Mejor Dirección de Fotografía de Ficción (ADF) |
| El despenador Argentina/2021           | Miguel Kohan            | Mención Especial del Jurado (Andes)                                                                                 |
| El silencio del cazador Argentina/2021 | Martín Desalvo          | Mejor Guion (Argentores) Mejor Actuación - Mora Recalde (Sagai)                                                     |
| Gaspar Bolivia/2019                    | Diego Pino              | |
| Inmortal Argentina/2021                | Fernando Spiner         | |
| La chancha Argentina/2019              | Franco Verdoia          | Mejor Guion (Andes) Mejor Actor - Esteban Meloni (Sagai) Mejor Película Argentina (ACCA)                            |
| La frontera Colombia/2019              | David David             | Mejor Largometraje Internacional de Ficción (Andes) Mejor Actuación Ex aequo - Daylin Vega Moreno (Andes)           |
| La restauración Perú/2020              | Alonso Llosa            | Mejor Dirección (Andes)                                                                                             |
| Las siamesas Argentina/2020            | Paula Hernández         | Mejor Actuación Ex aequo - Rita Cortese (Andes)                                                                     |
| Un destello interior Venezuela/2020    | Luis y Andrés Rodríguez | |

Competencia Internacional de Largometrajes Documental
| DOCUMENTAL                              | DIRECCIÓN                          | PREMIO                                                                                |
| --------------------------------------- | ---------------------------------- | ------------------------------------------------------------------------------------- |
| Fuerzas vivas Argentina/2020            | Esteban Garelli y Juan Pablo Félix |                                                                                       |
| La soledad de los huesos Argentina/2020 | Alfredo Lichter                    | Mejor Largometraje Internacional Documental (Andes)                                   |
| Locomotora Argentina/2021               | Andrés Vernetti                    | Premio del Público (Andes) Mención Especial (EDA)                                     |
| Los viejos Venezuela/2018               | Rosana Matecki                     |                                                                                       |
| Mal vecino Chile/2020                   | Ricardo Jara Herrera               |                                                                                       |
| Mujer de soldado Perú/2020              | Patricia Wiesse Risso              | Primer Mención Especial del Jurado (ADN)                                              |
| Piedra sola Argentina/2020              | Alejandro Telémaco Tarraf          | Mención Especial del Jurado Ex aequo (Andes) Mejor Dirección de Fotografía (ADF)      |
| Puerto Escondido Bolivia/2020           | Gabriela Paz Ybarnegaray           |                                                                                       |
| Retiros (in)voluntarios Argentina/2020  | Sandra Gugliotta                   | Mejor Montaje (EDA) Segunda Mención Especial del Jurado (ADN) Mención Especial (ACCA) |
| Suspensión Colombia/2019                | Simón Uribe                        | Mención Especial del Jurado (Andes)                                                   |
| Torero Ecuador/2018                     | Nora Salgado Vejarano              |                                                                                       |
| Tres cosas básicas Argentina/2019       | Francisco Matiozzi Molinas         | Mejor Documental (ADN)                                                                |

Competencia Regional Cortos NOA
| CORTOMETRAJE                                  | DIRECCIÓN                 | PREMIO                                                         |
| --------------------------------------------- | ------------------------- | -------------------------------------------------------------- |
| Bemolución Salta- Argentina/2021              | José Issa                 | Mejor Corto NOA (Andes)                                        |
| Crudo Jujuy- Argentina/2021                   | Maximiliano Mamaní        |                                                                |
| Del fuego de los hornos Jujuy- Argentina/2019 | Hernán Paganini           |                                                                |
| Devoción Tucumán- Argentina/2021              | Valentín Álvarez Sabouret |                                                                |
| Dimensión oculta La Rioja- Argentina/2020     | Pablo Stéfano Mirizio     |                                                                |
| Distancias Jujuy- Argentina/2019              | Pablo Aramayo             |                                                                |
| Especial de Navidad Tucumán- Argentina/2019   | Bonzo Villegas            | Premio Stratford                                               |
| Il Tio Catamarca-Argentina/2019               | Agustín Lagos             | Mejor Cortometraje (CINE.AR)                                   |
| Kakuy Salta- Argentina/                       | Ramiro Caporín            |                                                                |
| La montaña Tucumán- Argentina/2019            | Alina Wainziger           |                                                                |
| La Pacha y las almas Jujuy-Argentina/2019     | Aldana Loiseau            | Mención Especial del Jurado (Andes) Premio del Público (Andes) |
| Maco Santiago del Estero-Argentina/2020       | Juan Sebastián Torales    |                                                                |

Work in Progress de las Alturas
| PROYECTO                                                     | DIRECCIÓN                                  | PREMIO                                               |
| ------------------------------------------------------------ | ------------------------------------------ | ---------------------------------------------------- |
| Así baila mi Perú Buenos Aires- Argentina                    | Ezequiel Yoffe                             |                                                      |
| Boy Buenos Aires- Argentina                                  | Ignacio Nahuel Sesma y Nicolás Goldschmidt | Premio Lahaye Media Premio Pomeranec Música y Sonido |
| Dos manos todas las voces Córdoba- Argentina                 | Leopoldo Abel Obligado                     |                                                      |
| El caso Osvaldo Buenos Aires- Argentina                      | María Franco                               | Mejor Work in Progress de las Alturas                |
| El ruido del tiempo Buenos Aires, Jujuy, Río Negro Argentina | Rubén Guzmán                               | Premio Stratford                                     |
| Manantiales del canto Salta, Tucumán, Buenos Aires Argentina | Federico Abuaf y Julián Vey                |                                                      |
| Mujer perseverante Jujuy                                     | Soledad San Julián                         |                                                      |
| Yo y la que fui Buenos Aires- Argentina                      | Constanza Niscóvolos                       |                                                      |

#### Actividades Académicas y Especiales
Durante la 7.ª edición se desarrollaron charlas, clases magistrales y debates en línea con diferentes especialistas del área audiovisual.
- Conversatorio Voces del Documental Andino con Ana Fraile (Argentina), Mauricio Ovando (Bolivia), Jimmy Valdivieso (Perú), Gabriel Páez (Ecuador), Francisco Denis (Venezuela), Josefina Morandé (Chile) y Nazly López (Colombia).
- Clase Magistral ADN: “El guión documental” Ana Fraile y Gustavo Alonso.
- Conversatorio Fiacine: Encuentro con Directoras Andinas con Paula Manzone, Paula Morel, Victoria Giesen, Mónica Juanita Hernández, Julia Silva, Marialejandra Martin y Antonella Estévez.
- Clase Magistral ACCA: “Documentales: El cine de los límites que se borran” con Catalina Dlugi.
- Clase Magistral ADN: “Producción posible en un nuevo paradigma” con Roxana Ramos y Javier Díaz.
- Conversatorio AADA: “Cuando los directores de arte hacen cine documental” Alejandra Isler, Valentina Llorens y Rodolfo Pagliere.
- Charla EDA: “El rol de lxs editorxs en el guión documental: elaborando la estructura dramática en la isla de montaje” Verónica de Cata, Josefina Llobet y Cristina Carrasco Hernández.
- Charla ADF: “Corrección de color en el documental” con Nahuel Srnec.
- Clase Magistral ADN: “El corazón y la cámara” con Víctor Cruz.
- Clase Magistral ADF: “La construcción de la noción de ciencia en el relato documental” Ana Laura Monserrat y Nahuel Srnec.
- “Diálogo de Alturas: Homenaje a Pino Solanas” con Julio Raffo y Juan Solanas.
- Clase Magistral: “De la idea al estreno: el diseño de comunicación en la era digital” con Julia Montesoro.
- Conversatorio “Carroceros: el documental de Esperando la Carroza” Mariano Frigerio, Denise Urfeig, Mónica Villa, Betiana Blum y Diana Frey.
- Conversatorio Jujuy Film Commission: “Impacto económico directo, indirecto y efecto spillover de los rodajes en la provincia de Jujuy” con Edson Sidonie, Gastón Duprat, Alejandro Bresciani, Mariano Cukar, Francisco Casagrande y Silvana Espinosa.
- Clase Magistral ADN: “Distribuir documentales sin distribuidores” con Marina Zeising.
- Mesa Panel Lic. en Historia Diego Citterio con el Departamento de Documentación y Archivo UNT “Conservación e Identidad Cultural” con Magdalena Franco Paz, Adrián Di Toro, Florencia Padilla, Pedro Arturo Gómez, Diego Citterio y Daniel Desaloms.

### 2020
El Festival se realizó del 11 al 20 de septiembre y por primera vez tuvo un formato en línea. Esta decisión fue tomada por el Ente organizador como una alternativa para poder desarrollar el evento en medio de la crisis sanitaria mundial.
Esta 6.ª edición logró continuar cumpliendo con los objetivos que originaron al Festival aún en tiempos difíciles, siendo un espacio fundamental para la exhibición del cine regional, la formación profesional y el fomento al área audiovisual. 

#### Jurado
La Competencia Internacional de Largometrajes de Ficción tuvo como jurado a Miguel Ferrari, Juan Bautista Stagnaro y Julia Solomonoff. Por su parte, la Competencia Internacional de Largometraje Documental tuvo como jurado a Fernando Spiner, Judith Vélez y Álvaro de la Barra. Además, Javier Rodríguez, Aldana Loiseau y Juan Pablo Di Bitonto conformaron el jurado de la competencia regional Cortos NOA. 

#### Selección Oficial y premios
Competencia Internacional de Largometrajes de Ficción
| PELÍCULA                           | DIRECCIÓN                              | PREMIO                                                                                               |
| Araña Chile/2020                   | Andrés Wood                            | Mejor Guion Mejor Dirección de Fotografía Premio ADF                                                 |
| El maestro Argentina/2020          | Cristina Tamagnini y Julián Dabién     | Mejor Actuación Protagónico Masculino Premio Sagai                                                   |
| Fuertes Bolivia/2019               | Oscar Salazar Crespo y Franco Traverso | Premio del Público                                                                                   |
| Hogar Argentina/2019               | Maura Delpero                          | Mención Especial del Jurado Premio Sagai                                                             |
| La Cantera Perú/2018               | Miguel Barreda                         | |
| La Botera Argentina/2019           | Sabrina Blanco                         | Premio ACCA                                                                                          |
| La mala noche Ecuador/2019         | Gabriela Calvache                      | |
| Los sonámbulos Argentina/2019      | Paula Hernández                        | Mejor Largometraje de Ficción Mejor Dirección Mejor Actuación Femenina Premio Argentores Premio AADA |
| Ni héroe ni traidor Argentina/2020 | Nicolás Savignone                      | |
| Planta permanente Argentina /2019  | Ezequiel Radusky                       | Premio EDA                                                                                           |
| Una madre Colombia/2019            | Diógenes Cuevas                        | Mención Especial del Jurado                                                                          |
| Voy por ti Venezuela/2019          | Carmen La Roche                        | |

Competencia Internacional de Largometrajes Documental
| DOCUMENTAL                                             | DIRECCIÓN                         | PREMIO                                                |
| Apurimac Argentina/2019                                | Miguel Mato                       |                                                       |
| Cerro quemado Argentina/2019                           | Juan Pablo Ruiz                   |                                                       |
| El Guru Chile/2019                                     | Rory Barrientos Lamas             |                                                       |
| Jinetes del paraíso Colombia/2020                      | Talia Osorio Cardona              |                                                       |
| Juan Venezuela/2019                                    | Adrián Geyer                      | Mejor Largometraje Documental(Compartido)             |
| La vuelta de San Perón Argentina/2019                  | Carlos Müller                     | Mención Especial del Jurado                           |
| Liliana Bodoc, la madre de los confines Argentina/2019 | Diego Ezequiel Ávalos             | Premio ADN                                            |
| Mar negro Bolivia/2018                                 | Omar Alarcón                      |                                                       |
| Papelito Argentina/2019                                | Sebastián Giovenale               |                                                       |
| Sacachún Ecuador/2018                                  | Gabriel Páez                      | Mejor Largometraje Documental (Compartido) Premio EDA |
| Sembradoras de vida Perú/2018                          | Álvaro y Diego Sarmiento          | Premio del Público                                    |
| Soy lo que quise ser Argentina/2019                    | Mariana Scarone y Betina Casanova |                                                       |

Competencia Regional Cortos NOA
| CORTOS NOA                                                        | DIRECCIÓN                                      | PREMIO                             |
| Drag industria argentina Salta, Argentina/2019                    | Juan Bertini                                   |                                    |
| El florecer de un bombisto Santiago del Estero, Argentina/2019    | Nicolás Stefanazzi                             | Mejor Corto NOA Premio del Público |
| Guanuqueando Jujuy, Argentina/2020                                | María Zinn y Francisco Vila                    |                                    |
| La leyenda de la Pachamama Jujuy, Argentina/2019                  | Ariadna Alcázar                                |                                    |
| La proyección La Rioja, Argentina/2019                            | Samira Karki                                   |                                    |
| Malvones Tucumán, Argentina/2019                                  | Marcos Pérez                                   |                                    |
| Mañanas al paso Jujuy, Argentina/2019                             | Virginia Chialvo, Maitén Reynoso, Laura Vaquer |                                    |
| Salomé Salta, Argentina/2019                                      | Paula Gudiño                                   |                                    |
| Vestigios, el misterio del dique la Ciénaga Jujuy, Argentina/2020 | Valentín Álvarez Sabouret, Gustavo Correia     |                                    |
| Viento norte - Cortos NOA Jujuy, Argentina/2019                   | Daniel Biondi                                  | Mención Especial del Jurado        |

#### Actividades Académicas y Especiales
Como en todas las ediciones, durante el Festival se brindaron 6 actividades académicas impartidas por reconocidas personalidades del cine, lo cual despertó el interés y convocó a estudiantes de toda la región que aprovecharon esta instancia gratuita de capacitaciones en línea.
- Conversatorio “Incentivos fiscales, cash rebate y su impacto económico en los territorios” con Silvia Etcheverri Botero (Directora de la Comisión de Filmaciones de Colombia) y Silvana Espinosa (Directora Film Commission Jujuy).
- Conversatorio “Cómo construir un mundo que no existe y hacerlo verosímil” con Marcelo Chaves y Matías Martínez de AADA.
- Clase Magistral: "Otras formas de abordar la realidad: el Documental de Animación" por Darío Doria y Gustavo Alonso de ADN.
- Conversatorio “Hola… Acción. Cómo contar una película con el celular” por Ricardo de Angelis de ADF.
- Clase magistral “Personaje, Trayectoria y Desarrollo” por Luisa Irene Ickowicz de ARGENTORES.
- Charla “Lxs editorxs: a la caza del conflicto” José Manuel Streger de EDA.

En cuanto a las actividades especiales, se dieron tres encuentros para tocar diversas temáticas de interés para el sector audiovisual. Daniel Desaloms moderó la mesa: “El cine post pandemia”, donde realizadores y realizadoras andinas conversaron sobre la actualidad y el futuro de la actividad audiovisual en la región, participaron de esta mesa: Miguel Ferrari, Vanessa Ragone, Jhonny Hendrix, Antonella Estévez y Mariana Rondón Además, Desaloms tuvo un encuentro íntimo con el músico Federico Jusid, compositor de bandas sonoras originales para películas y series reconocido a nivel mundial por su trabajo. Por su parte, la periodista Catalina Dlugi moderó el encuentro “El cine y la mujer” donde actrices y directoras expusieron sus experiencias y dialogaron sobre la problemática que atraviesa el género en la industria audiovisual, con la participación de Eva Bianco, Liliana Juárez, Lorena Muñoz y Ana Katz.

#### Autocine de las Alturas

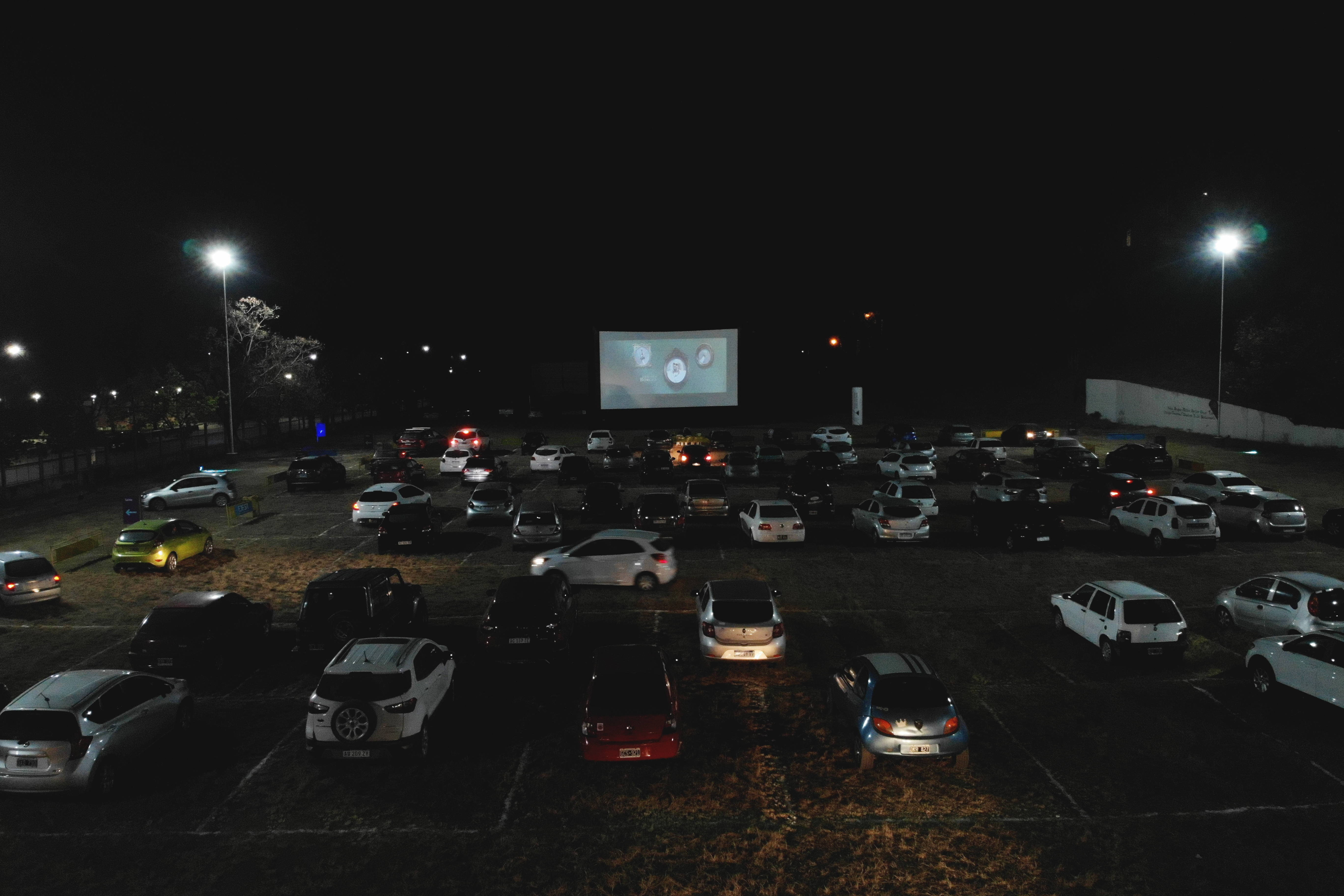
Función de Autocine de las Alturas

En esta edición el Festival tuvo una sola actividad presencial y fue el autocine, se pudieron llevar a cabo cinco funciones de autocine en San Salvador de Jujuy. De esta manera, y ajustándose a un estricto protocolo de seguridad e higiene, los jujeños pudieron disfrutar de esta alternativa que se presenta como una actividad cultural segura para ser realizada en el contexto actual.
El autocine contó con una programación variada donde se priorizaron las producciones regionales. Se llevaron a cabo dos preestrenos de telefilms que fueron realizados en Jujuy con el apoyo del Gobierno de Jujuy y el INCAA a través del “Concurso Provincial de Producción de Telefilms de Ficción y Documental 2018”. Por un lado, el telefilm titulado “Buscando a Yavi” del director Patricio Artero, documental que pone en valor la vida del Marqués de Yavi; y por otro lado, el telefilm de ficción "Siervo Ajeno" de Blas Moreau, una historia dentro de los días previos al Combate de Quera.

### 2019
La 5.ª edición del Festival se desarrolló del 7 al 14 de septiembre y allí fue declarado de Interés Ambiental por el Consejo Federal de Medio Ambiente.

#### Jurado

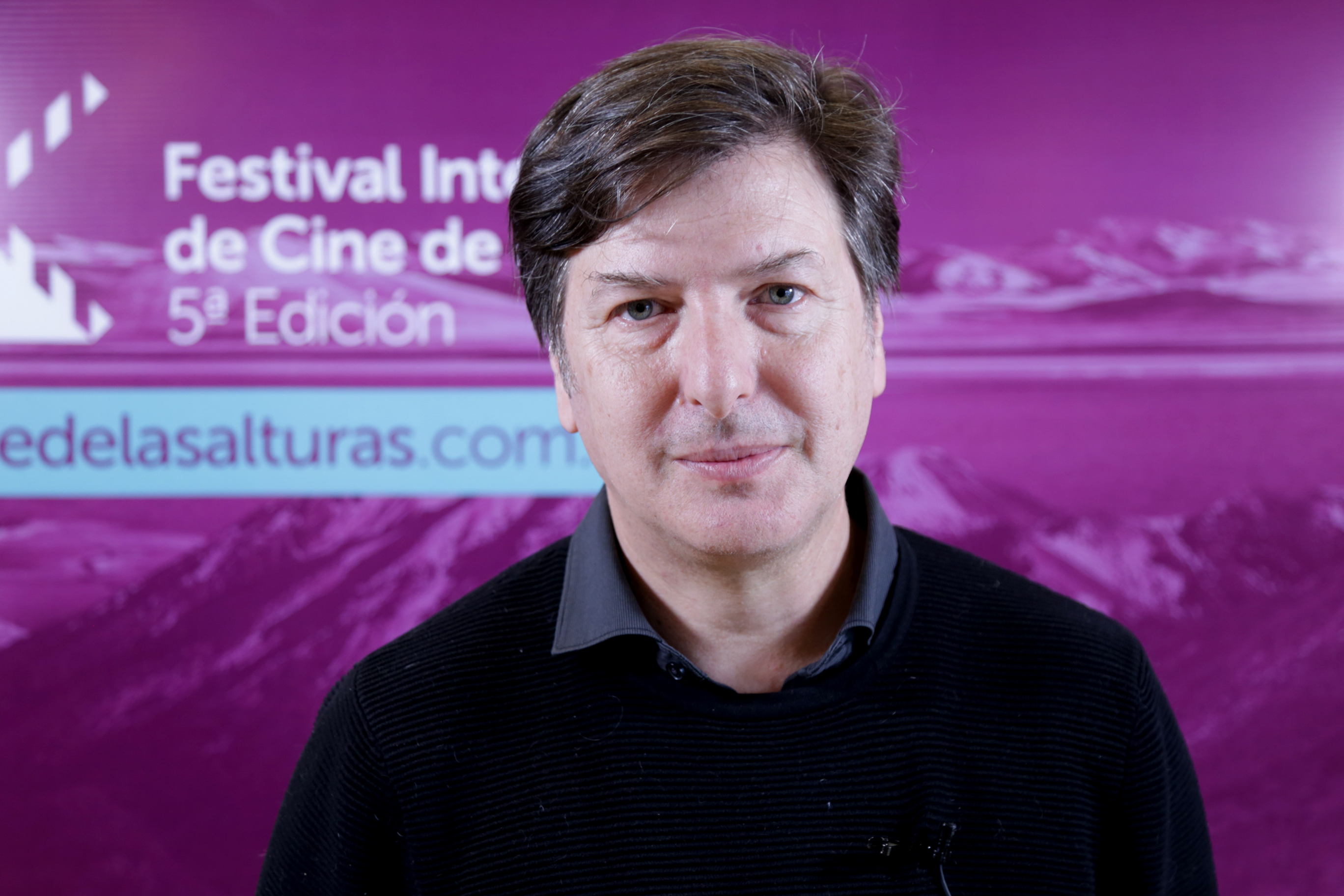
Andrés Duprat - Presidente del Jurado de Ficción

El reconocido guionista argentino Andrés Duprat fue presidente del jurado de ficción, acompañado por Mauricio Cadena (Director de Difusión del Instituto de Cine y Creación Audiovisual del Ecuador) y Mela Márquez (Directora Ejecutiva de la Cinemateca Boliviana)
En cuanto a la Competencia Documental, la chilena Antonella Estévez (fundadora y directora del FEMCINE) presidió el jurado. Completaron el equipo, el documentalista argentino Pablo Zubizarreta y la realizadora y docente colombiana Talía Osorio Cardona.
En lo que respecta a la Competencia Cortos NOA, la presidenta del jurado fue Adriana Chaya quien se desempeña como Directora de Medios Audiovisuales en el Ente Cultural de Tucumán. Además Juan Pablo Salomón, Productor general en Santiago del Estero Film Fest y la realizadora jujeña Soledad San Julián conformarán el jurado que eligió el mejor cortometraje del noroeste argentino.

#### Selección Oficial y premios
Competencia Internacional de Largometrajes de Ficción
| PELICULA                                   | DIRECCIÓN                                 | PREMIO                                                            |
| Candelaria Colombia/2017                   | Jhonny Hendrix Hinestroza                 | Mejor Guion                                                       |
| Cenizas Ecuador/2018                       | Juan Sebastián Jacome                     | Mejor Largometraje de Ficción Mejor Actuación Masculina           |
| El amor menos pensado Argentina/2019       | Juan Vera                                 |                                                                   |
| Las noches de las dos lunas Venezuela/2018 | Miguel Ferrari                            |                                                                   |
| Los miembros de la familia Argentina/2018  | Mateo Bendesky                            | Premio ACCA                                                       |
| Magalí Argentina/2019                      | Juan Pablo Di Bitonto                     | Mejor Actuación Femenina Premio del Público Mención Especial ACCA |
| Marilyn Argentina/2018                     | Martín Rodríguez Redondo                  | Premio SAGAI (Mejor Actor)                                        |
| Mataindios Perú/2018                       | Oscar Sánchez Saldaña, Robert Julca Motta | Mención Especial del Jurado                                       |
| Muralla Bolivia/2018                       | Gory Patiño                               | Mejor Dirección de Fotografía Premio Argentores                   |
| Sueño Florianópolis Argentina/2018         | Ana Katz                                  | Premio AADA                                                       |
| Sumergida Chile/2018                       | Andrés Finat                              | Mejor Dirección                                                   |
| Vigilia en agosto Argentina/2019           | Luis María Mercado                        | Premio SAGAI (Mejor Actriz)                                       |

Competencia Internacional de Largometrajes Documental
| DOCUMENTAL                                      | DIRECCIÓN                          | PREMIO                                   |
| 52 segundos Ecuador/2017                        | Javier Andrade                     |                                          |
| Algo quema Bolivia/2018                         | Mauricio Ovando                    |                                          |
| Amoka Colombia/2018                             | María José Bermúdez Jurado         |                                          |
| El árbol negro Argentina/2018                   | Máximo Ciambella, Damián Coluccio  |                                          |
| Método Livingston Argentina/2019                | Sofía Mora                         | Mención Especial del Jurado              |
| El navegante solitario Argentina/2019           | Rodolfo Petriz                     |                                          |
| Hoy y no mañana Chile/2018                      | Josefina Morandé                   |                                          |
| Kueka, cuando las piedras hablan Venezuela/2017 | Francisco Denis                    |                                          |
| La Boya Argentina/2018                          | Fernando Spiner                    | Mejor Largometraje Documental Premio EDA |
| Mi Barrios Altos querido Perú/2019              | Jimmy Valdivieso                   |                                          |
| ¿Quién mató a mi hermano? Argentina/2018        | Ana Fraile, Lucas Scavino          | Premio ACCA                              |
| Vilca, la magia del silencio Argentina/2019     | Ulises de la Orden, Germán Cantore | Premio del Público                       |

Competencia Regional Cortos NOA
| CORTOS NOA                                                     | DIRECCIÓN                  | PREMIO             |
| Cable Zapatillas Escalera Salta, Argentina/2018                | Lautaro Arias Camacho      |                    |
| Campo muerto Tucumán, Argentina/2018                           | Augusto Bejas              |                    |
| Ckatu Jujuy, Argentina/2019                                    | Jorge Vargas, Roberto Lara |                    |
| El Trompa Catamarca, Argentina/2018                            | Agustín Lagos              |                    |
| Hay coca Salta, Argentina/2018                                 | José Issa                  |                    |
| La ausencia de Juana Tucumán, Argentina/2018                   | Pedro Ponce                |                    |
| Marilú La Rioja, Argentina/2017                                | Fernando Bermúdez          |                    |
| No faltes, Mili Salta, Argentina/2018                          | Carla Gutiérrez Yáñez      |                    |
| Pacha, barro somos: La pacha y el diablo Jujuy, Argentina/2019 | Aldana Loiseau             |                    |
| Recuerdos de un viajero Catamarca, Argentina/2019              | Leandro Pérez              |                    |
| Sacha Santiago del Estero, Argentina/2017                      | Juan Sebastián Torales     | Mejor Corto NOA    |
| San José de los humildes Jujuy, Argentina/2019                 | Hernán Paganini            | Premio del Público |

#### Actividades Académicas y Especiales

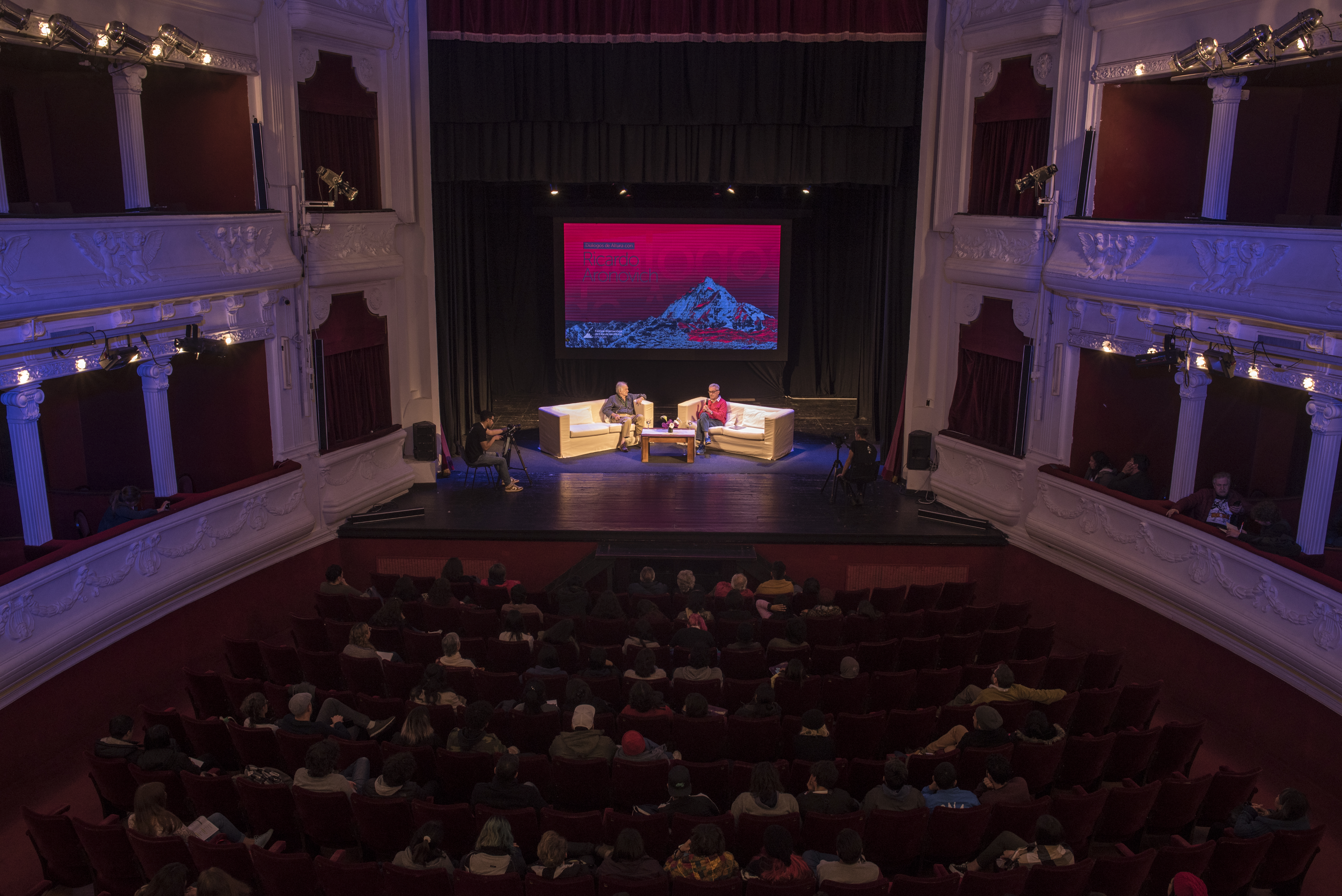
Diálogo de Altura con Ricardo Aronovich

Durante la 5.ª edición se desarrollaron una serie de capacitaciones y actividades académicas gratuitas:
- Diálogo de Alturas con Ricardo Aronovich

- Encuentro de Directores de Fotografía con Ricardo Aronovich, Paola Rizzi, Kris Niklison, Ricardo de Angelis y Beto Acevedo.

- Taller “Periodismo de Entretenimiento” dictado por Catalina Dlugi y Rolando Gallego

- Clase magistral “Pioneras del Cine” con Catalina Dlugi y Rolando Gallego

- Seminario ¿Cómo desarrollar el primer proyecto animado? Dictado por Ezequiel Dalinger

- Julio Raffo presentó su libro “La producción audiovisual y su respaldo jurídico"

- Charla abierta “El rol del Estado en la definición de políticas públicas audiovisuales para el desarrollo del sector audiovisual local. Reglamentación de la ley 5836” con Julio Raffo y Silvana Espinosa (Film Commission Jujuy)

- “Fotografía fija digital” y “Diseño de iluminación a gran escala” coordinadas en conjunto con Extensión Académica de la Escuela Nacional de Experimentación y Realización Cinematográfica.

- Clase Abierta de Montaje: “Tiempo y progresión entre el suspenso y la sorpresa” a cargo del docente Leandro Tolchinsky.

- Taller “Introducción al arte del pitching” a cargo de Patricia Relats.

- Clase Magistral “Pensar visualmente”

- Clase Magistral “Editar desde el guion”. Anabela Lattanzio

- Clase Magistral “La importancia del guion en la película y la ley que nos protege como autores” dictada por Martín Salinas.

- Charla “Concientización sobre el valor del documento audiovisual”. Departamento de Cine, Audio y Vídeo,

- La Secretaría de Paridad de Género, dependiente del Ministerio de Desarrollo Humano de la provincia, brindó una serie de talleres orientados a tratar temáticas vinculadas a la perspectiva de género y la diversidad sexual. El Lic. Durbal Carrizo estuvo a cargo del Taller: "Prevención de la Violencia de Género", la Lic Naanim Cases abrió el debate sobre "La Perspectiva de Género en el Cine" y Nicolás Navarro dictó el Taller: "Diversidad Sexual. Conceptos fundamentales. Trato Digno".

### 2018
La edición 2018 se llevó a cabo del 1 al 8 de septiembre y en ella se celebraron los 20 años del programa del INCAA “Cine Móvil”, donde 20 unidades de todo el país recorrieron Jujuy llevando el cine a todos los rincones de la provincia. Además, esta edición contó con 9 sedes para sus proyecciones.

#### Jurado
El jurado de Largometrajes Internacionales de Ficción estuvo compuesto por Diego Lerman (ARG), Emiliano Torres (ARG.), Héctor Gálvez (PERU), María Victoria Menis (ARG.), Sarahi Echeverría (ECU). El jurado de Largometrajes Documentales estuvo formado por Alexandra Cardona Restrepo (COL.), Néstor Frenkel (ARG.) y Carina Sama (ARG.). Por su parte, Karina Neme, Alejandro Gallo Bermúdez y Mauro Arch conformaron el jurado de la Competencia Regional Cortos NOA. 

#### Selección Oficial y premios
Competencia Internacional de Largometrajes de Ficción
| PELÍCULA                          | DIRECCIÓN                                | PREMIO                                                                                      |
| Al desierto Argentina/2017        | Ulises Rosell                            |                                                                                             |
| Averno Bolivia/2018               | Marcos Loayza                            |                                                                                             |
| Chuquiragua Ecuador/2016          | Mateo Herrera                            |                                                                                             |
| El motoarrebatador Argentina/2018 | Agustín Toscano                          | Mejor Guion                                                                                 |
| El último traje Argentina/2018    | Pablo Solarz                             | Premio del Público Premio Argentores                                                        |
| La familia Venezuela/2017         | Gustavo Rondón Córdova                   | Mejor Dirección (Compartido)                                                                |
| Los perros Chile/2017             | Marcela Said                             | Mejor Dirección (Compartido) Mejor Actuación Protagónica Femenina                           |
| Mi mejor amigo Argentina/2017     | Martín Deus                              |                                                                                             |
| Pasos de héroe Colombia/2016      | Henry Rincón                             |                                                                                             |
| Tigre Argentina/2017              | Silvina Schnicer, Ulises Porra Guardiola | Premio Sagai Mejor Actor y Mejor Actriz                                                     |
| Wiñaypacha Perú/2017              | Oscar Catacora                           | Mención Especial del Jurado                                                                 |
| Zama Argentina/2017               | Lucrecia Martel                          | Mejor Largometraje de Ficción Mejor Actuación Protagónico Masculino Premio AADA Premio ACCA |

Competencia Internacional de Largometrajes Documental
| DOCUMENTAL                                            | DIRECCIÓN                                          | PREMIO                                   |
| Digo la cordillera. Cuadernos de viaje Argentina/2018 | Ciro Novelli                                       |                                          |
| El último viaje Argentina/2018                        | Mathieu Orcel                                      | Premio del Público                       |
| Estoy acá (Mangui Fi) Argentina/2017                  | Esteban Tabacznik, Juan Manuel Bramuglia           |                                          |
| La mujer de los 7 nombres Colombia/2017               | Danniela Castro, Nicolás Ordóñez                   | Mención Especial del Jurado              |
| Los frágiles huesos de la muerte Bolivia/2018         | Claudio Araya Silva                                |                                          |
| Los ojos del camino Perú/2017                         | Rodrigo Otero Heraud                               |                                          |
| Luz de América Ecuador/2018                           | Diego Arteaga                                      |                                          |
| Memoria de la sangre Argentina/2018                   | Marcelo Charras                                    |                                          |
| Monger Argentina/2016                                 | Jeff Zorrilla                                      |                                          |
| No viajaré escondida Argentina/2018                   | Pablo Zubizarreta                                  | Mejor Largometraje Documental Premio EDA |
| Nos llaman guerreras Venezuela/2018                   | Jennifer Socorro, Edwin Corona Ramos, David Alonso |                                          |
| Venían a buscarme Chile/2017                          | Álvaro de la Barra                                 |                                          |

Competencia Regional Cortos NOA
| CORTOS NOA                                         | DIRECCIÓN                                       | PREMIO             |
| Desolado Jujuy, Argentina/2018                     | Emiliano Nadal                                  |                    |
| El lobizón Catamarca, Argentina/2017               | Bruno Carabajal                                 |                    |
| El olvidao La Rioja, Argentina/2017                | Nicolás Acosta Koenig                           |                    |
| El último cuentista Tucumán, Argentina/2017        | Adrián Ramírez                                  | Mejor Corto NOA    |
| El último hombre La Rioja, Argentina/2016          | Mariano Clobas, Martín Gasparini, Alexis Ércole |                    |
| Esta lana es mía Tucumán, Argentina/2018           | Duilio Gatti                                    |                    |
| Jazmín Tucumán, Argentina/2017                     | Verónica Quiroga                                |                    |
| La 56 Jujuy, Argentina                             | Renan Aparicio y Lucio Malizia                  | Premio del Público |
| La sombra quema Salta, Argentina                   | Ezequiel Yoffe                                  |                    |
| La Virgen del agua Jujuy - Córdoba, Argentina/2017 | Joaquín Possentini                              |                    |
| Mariela Salta, Argentina                           | Victoria Romero                                 |                    |
| Wari Jujuy, Argentina/2018                         | Agustín Cavadini                                |                    |

#### Actividades Académicas y Especiales

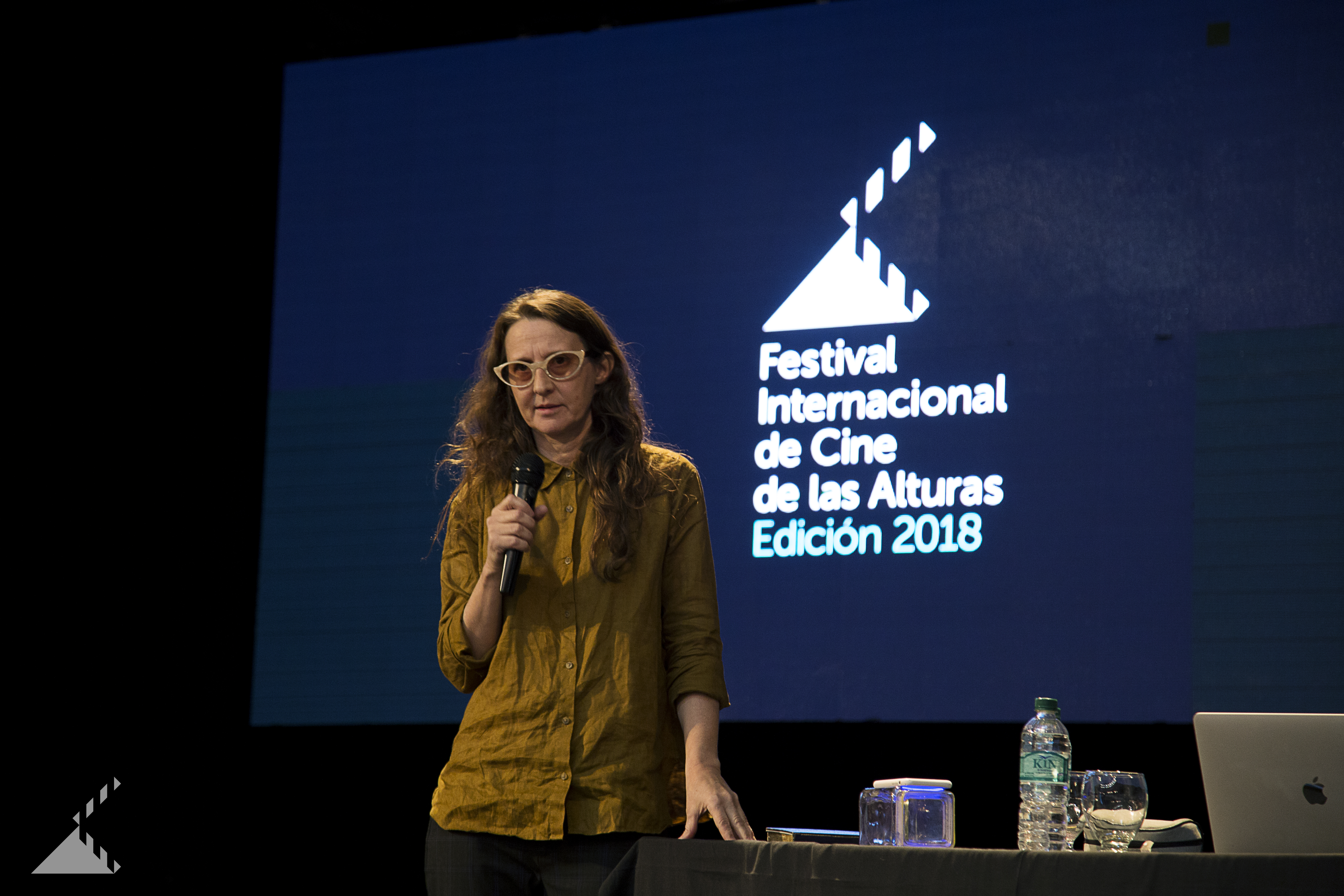
Lucrecia Martel en la 4.ª edición del Festival

El Festival brindó a los asistentes una amplia oferta de actividades académicas y especiales. 
- Diálogo de Altura con Lucrecia Martel.

- Clase magistral “Perspectiva cinematográfica desde una aproximación al sonido” Dictado por: Lucrecia Martel.

- Taller seminario “Asistencia en dirección y continuidad” Extensión Académica ENERC – Docente: Carolina Carrillo.
- Seminario “Identidad cultural de cine de animación latinoamericano” dictado por: Ezequiel Dalinger Director Artístico Anima Latina.
- “El vínculo director/actor en el proceso de un film” - Fundación SAGAI - ENERC Dictado por: Fernando Spiner.
- Taller “Análisis y crítica cinematográfica” dictado por: Rolando Gallego – ACCA.
- Seminario taller “La mirada del cine documental” dictado por Extensión Académica ENERC – Docente: Miguel Kohan.
- Clase magistral “Cinelab” dictado por Rubén Guzmán.
- Clase magistral “Montaje de cine documental” Dictado por: Jimena García Molt - EDA.
- Clase magistral QubitTV “El cine en casa: la paradoja que devino realidad" Dictado por: Joaquín Chazarreta.
- Clase magistral “Vestuario cinematográfico” Dictado por: Valentina Bari.
- Clase magistral “Producción en locaciones” Dictado por: Eugenia D’Alessio.
- Clase abierta de ENERC Sede NOA: “Introducción al sonido cinematográfico” Dictado por: Pablo Orzeszko.
- Clase abierta “Dirección de arte del film “Los adoptantes” de Daniel Gimelberg” Dictado por Romina del Prete – AADA.
- Clase magistral “Cine industrial y cine de autor: ¿matrimonio imposible o caminos paralelos?” Dictado: Catalina Dlugi.
- Clase abierta de maquillaje Dictado por: Alberto Moccia.
- Clase magistral Argentores: “Fronteras del guion" Dictado por: Máximo Soto.

### 2017
En el 2017, el Festival se realizó del 2 al 9 de septiembre e incorporó una nueva Competencia Oficial: “Cortos NOA”, una competencia de cortometrajes del noroeste argentino. 

#### Jurado
El jurado de Largometrajes Internacionales de Ficción estuvo compuesto por Mariano Cohn (Arg.), Eduardo Blanco (Arg.), Lorena Muñoz (Arg.), Ana Cristina Barragan (Ecu.) y Mariana Rondón (Ven.). En cuanto al jurado que calificó la Competencia Oficial de Largometraje Documental, estuvo conformado por Jorge Gaggero, Sonia Goldenberg y Néstor “Tato” Moreno. El primer jurado para la Competencia Regional “Cortos NOA” estuvo constituido por Roy Easdale, Alejandra Marchioli y Agustín Cavadini.

#### Selección Oficial y premios
Competencia Internacional de Largometrajes de Ficción
| PELÍCULAS                                               | DIRECCIÓN             | PREMIOS                                                 |
| Camino a la paz Argentina/2016                          | Francisco Varone      |                                                         |
| El amparo Venezuela/2017                                | Robert Calzadilla     | Mención Especial del Jurado                             |
| El invierno Argentina/2016                              | Emiliano Torres       | Mejor Dirección Mejor Guion                             |
| El pampero Argentina/2017                               | Matías Lucchesi       |                                                         |
| La casa rosada Perú/2016                                | Palito Ortega Matute  |                                                         |
| La luz incidente Argentina/2016                         | Ariel Rotter          | Mejor Actuación Femenina                                |
| La tierra y la sombra Colombia/2015                     | César Augusto Acevedo |                                                         |
| Mala junta Chile/2016                                   | Claudia Huaiquimilla  | Mejor Largometraje de Ficción Mejor Actuación Masculina |
| Nadie nos mira Argentina/2016                           | Julia Solomonoff      |                                                         |
| Soldado argentino sólo conocido por Dios Argentina/2017 | Rodrigo Fernández     | Premio del Público                                      |
| Tan distintos Ecuador/2016                              | Fabio Arturo Suárez   |                                                         |
| Viejo Calavera Bolivia /2016                            | Kiro Russo            |                                                         |

Competencia Internacional de Largometrajes Documental
| DOCUMENTAL                          | DIRECCIÓN                                                   | PREMIO                        |
| Aislados Colombia/2015              | Marcela Lizcano                                             |                               |
| Cap 2 intentos Venezuela/2016       | Carlos Oteyza                                               |                               |
| Chaco Argentina/2017                | Ignacio Raggone, Ulises de la Orden, Juan Fernández Gebauer | Mención Especial del Jurado   |
| El mago de los vagos Argentina/2016 | Pedro Otero                                                 |                               |
| La señal Perú/2016                  | Leandro Pinto Le Roux                                       |                               |
| Las cinephilas Argentina/2017       | María Álvarez                                               | Mejor Largometraje Documental |
| Los niños Chile/2016                | Maite Alberdi                                               |                               |
| Los sentidos Argentina/2016         | Marcelo Burd                                                |                               |
| Moacir III Argentina/2017           | Tomas Lipgot                                                |                               |
| Pastora Chile/2016                  | Ricardo Villarroel Saavedra                                 |                               |
| Tierra de mujeres Ecuador/2016      | Fernanda Sosa y Amaia Merino                                |                               |
| Vida de perros Argentina/2016       | Fernando Arditi, Mariano Vega                               | Premio del Público            |

Competencia Regional Cortos NOA
| CORTOS NOA                                      | DIRECCIÓN                      | PREMIO             |
| Abuela Tucumán, Argentina/2016                  | Aimé Tolrá                     |                    |
| Adiós mamá Tucumán, Argentina/2016              | Andrés Méndez Medina           |                    |
| El Asado Salta, Argentina/2017                  | Ignacio Guggiari               | Premio del Público |
| El condenao Salta, Argentina/2016               | Mariano Salazar                |                    |
| It´s just a prank bro Jujuy, Argentina/2017     | Franco Fernández               | Mejor Corto NOA    |
| La telesita Santiago del Estero, Argentina/2017 | Franco Lescano Noriel          |                    |
| Palabras de Puisca Jujuy. Argentina2015         | María Fernanda Canseco         |                    |
| Sarapura Salta. Argentina/2015                  | Matías Jerez, María Kolodynski |                    |

#### Actividades Académicas y Especiales
Como en las ediciones anteriores, las actividades especiales reunieron a estudiantes y cinéfilos con grandes personalidades del séptimo arte en capacitaciones gratuitas y de alto nivel. 
- Diálogo de Altura con Juan José Campanella
- Diálogo de Altura con Erica Rivas
- Diálogo de Altura con Graciela Borges

- "Producción cinematográfica" Dictado por Diana Frey.

- Clase magistral "El Rol del Editor" A cargo de la Asociación Argentina de Editores Audiovisuales.
- Clase magistral "Locaciones en cine" Dictado por María Eugenia D’Alessio.
- Clase magistral "Nuevos desafíos del Cine y Televisión en Argentina" A cargo de Cinecolor.
- Clase magistral "Dirección de Fotografía y Dirección de Arte" ENERC -Escuela Nacional de Experimentación y Realización Cinematográfica.
- Taller "Dirección de Actores" Dictado por María Gowland.
- Taller "Dirección de Sonido" Dictado por Carlos Abbate
- Taller "Efectos especiales de maquillaje" Dictado por Oscar Mulet.
- "Encuentro con Actores" A cargo de Diego Salamone (SAGAI).
- Charla abierta "Fotografía: Luz y Color" A cargo de Rayén Pumilla.
- Disertación "Nuevas ventanas digitales para el cine latinoamericano. La experiencia Retina Latina" A cargo de Yenny Chaverra.
- Charla abierta "Políticas Públicas de integración MERCOSUR, por Guillermo Saura (RECAM).
- Charla abierta "Los problemas que enfrente hoy el guinoista de cine" A cargo de Máximo Soto - Argentores
- Presentación de la Red Argentina Film Commission.
- Charla abierta "Camino al BoliviaLAB 2018"

### 2016
En el 2016, el Gobierno de la Provincia de Jujuy y la Municipalidad de San Salvador de Jujuy crearon el Ente Autárquico del Festival de Cine de las Alturas, organismo que tendrá a cargo la organización del evento de allí en adelante. 
Esta edición tuvo lugar del 15 al 22 de octubre y contó nuevamente con las competencias oficiales por lo que se la considera la 2° Edición del Festival.

#### Jurado
El jurado de Largometrajes Internacionales de Ficción estuvo compuesto por Sebastián Borensztein (Arg.), Jhonny Hendrix (Col.), Carlos Sorín (Arg.), Muriel Santa Ana (Arg.) y Nicolás Batlle (Arg.);  mientras que en la Competencia Documental el jurado estuvo conformado por Rolando Pardo (Arg.), Francisca Fonseca (Chi.) y Lucas Riselli (Arg.).

#### Selección Oficial y premios
Competencia Internacional de Largometrajes de Ficción
| PELÍCULA                                | DIRECCIÓN                              | PREMIO                                                 |
| Alba Ecuador/2016                       | Ana Cristina Barragán                  | Mejor Largometraje de Ficción Mejor Actuación Femenina |
| El abrazo de la serpiente Colombia/2015 | Ciro Guerra                            | Mejor Dirección Mención Especial del Jurado            |
| El cordero Chile 2015                   | Juan Francisco Olea                    |                                                        |
| Guaraní Argentina/2015                  | Luis Zorraquín                         |                                                        |
| Hijos nuestros Argentina/2015           | Juan Fernández Gebauer, Nicolás Suárez |                                                        |
| La hija Argentina/2015                  | Luis Sampieri                          | Premio Sagai Mejor Actor y Mejor Actriz                |
| La patota Argentina/2015                | Santiago Mitre                         | Mejor Guion                                            |
| Lo que lleva el río Venezuela/2014      | Mario Crespo                           | Premio Argentores                                      |
| Lo que no se perdona Argentina/2015     | Cristian Maximiliano Barrozo           | Mejor Actuación Protagónica Femenina                   |
| Primero enero Argentina/2016            | Darío Mascambroni                      |                                                        |
| Rosa Chumbe Perú/2015                   | Jonatan Relayze Chiang                 |                                                        |
| Sol piedra agua Bolivia/2015            | Diego Ernesto Revollo Endara           |                                                        |

Competencia Internacional de Largometrajes Documental
| DOCUMENTAL                                      | DIRECCIÓN                          | PREMIO                        |
| Pewen Araucaria Chile/2016                      | Carlos Vásquez Méndez              |                               |
| Arreo Argentina/2015                            | Néstor “Tato” Moreno               |                               |
| Canción perdida en la nieve Argentina/2015      | Francisco D’Eufemia                |                               |
| Damiana Kryygi Argentina/2015                   | Alejandro Fernández Moujan         | Mención Especial del Jurado   |
| Favio, la estética de la ternura Venezuela/2015 | Luis Rodríguez y Andrés Rodríguez  |                               |
| La hija de la laguna Perú/2014                  | Ernesto Cabellos Damián            |                               |
| Kuyujani envenenado Venezuela/2016              | Alexandra Henao                    |                               |
| Movimientos espectaculares Bolivia/2015         | Mateo Hinojosa                     |                               |
| Mujeres de la mina Argentina/2014               | Malena Bystrowicz, Loreley Unamuno | Mejor Largometraje Documental |
| Raídos Argentina/2015                           | Diego Marcone                      |                               |
| Saru Argentina/2016                             | Alejandra Isler                    |                               |
| Territorio Ecuador/2016                         | Alexandra Cuesta                   |                               |

#### Actividades Académicas y Especiales
Además de las proyecciones en competencia, en secciones paralelas y ciclos especiales, el Festival ofreció a los asistentes una amplia oferta de Talleres especializados. También se dictaron clases magistrales y disertaciones ofrecidas por directores y profesionales provenientes de distintas partes de la región andina. 
- Taller "Contabilidad y Análisis de Presupuesto" dictado por Ana María Mónaco.
- Taller "Finish y Realización Escenográfica" dictado por Adriana Maestri.
- Seminario de Casting dictado por Norma Angeleri.
- Clase magistral "El Cine es Ilusión" dictado por Ricardo De Ángelis.
- Clase magistral "Construcción del Personaje a través del Maquillaje y el Peinado" dictado por Alberto Moccia.
- Clase magistral "El Territorio de la Ficción" dictado por José María Paolantonio.
- Clase magistral "Cinecolor: Análisis del Flujo de Trabajo de Postproducción Digital" dictado por Víctor Vasini.
- Clase magistral "Construcción del Personaje a través de la Neutralidad" dictado por Norma Angeleri.
- Disertación “Fomento cinematográfico”
- Disertación “Análisis sobre la actualidad Cinematográfica en la región del NOA”: con representantes de las distintas asociaciones de realizadores de Jujuy, Salta, Tucumán y Catamarca.
- “Diálogos con Festivales”: sobre la realidad cinematográfica de Venezuela, Perú, Ecuador, Colombia, Chile, Bolivia, y Argentina.
- “De los Archivos Audiovisuales”, A cargo de Carolina Cappa.
- Presentación del libro: “El ABC de la producción audiovisual” por Ana María Mónaco.
- Charla Informativa sobre Registro Público Cinematográfico.

#### 1° Foro para un Mercado de Cine Andino
El Foro para un Mercado de Cine Andino es un espacio que busca discutir políticas en torno al desarrollo de la industria cinematográfica de los países Andinos y generar acciones que permitan el trabajo en conjunto para el fortalecimiento de la región.  Contó con la participación de representantes de los Institutos de Cine y de los Agregados Culturales, quienes evaluaron las realidades cinematográficas de cada país.

### 2015
En el año 2015, el Festival coincidió con la fecha de las elecciones generales llevadas a cabo en Argentina, por lo que la Organización del Festival y el Municipio de San Salvador de Jujuy decidieron cambiar su formato: no contó con competencias oficiales, pero, en su lugar, se desarrollaron una serie de muestras:
- El cine en la escuela: integrada por dos ciclos dirigidos a alumnos escolares con el objetivo de generar nuevas audiencias y propiciar espacios de debate y análisis.
- Ciclo Favio: Ciclo-Homenaje con la filmografía de Leonardo Favio, uno de los más singulares cineastas argentinos que revolucionó la narrativa convencional.
- Vidas de película: Entrevistas a los principales directores argentinos de los últimos 50 años (por Daniel Desaloms), auspiciado por la DAC.
- Cine en los barrios: Una selección de películas argentinas reconocidas por su alta calidad de realización que llegaron a cada barrio, convirtiendo a la ciudad en una gran sala de cine. Realizado con el apoyo de la Academia de Artes y Ciencias Cinematográficas Argentina.
- El cine de la Academia: Las películas que nos representaron en los grandes premios nacionales e internacionales, elegidas por la Academia de Cine Argentina.
- BAFICI Itinerante: Una selección de lo mejor de esa edición del BAFICI (Buenos Aires Festival Internacional de Cine Independiente).

### 2014
La primera edición del Festival Internacional de Cine de las Alturas fue organizada por la Municipalidad de San Salvador de Jujuy. El evento tuvo lugar del 11 al 18 de octubre y contó con dos competencias oficiales: Competencia Internacional de Largometrajes de Ficción y Competencia Internacional de Largometraje Documental.

#### Jurado
El jurado de Ficción estuvo compuesto por Juan José Jusid, Marcelo Panozzo y Daniela Seggiaro; mientras que en la competencia Documental el jurado estuvo conformado por Rubén Guzmán, Charles Newbery y Clara Zappetinni.

#### Selección Oficial y premios
Competencia Internacional de Largometrajes de Ficción
| PELÍCULAS                                | DIRECTOR/A                        | PREMIOS           |
| Algunos días sin música Argentina/2013   | Matías Rojo                       |                   |
| Deshora Argentina/2013                   | Bárbara Sarasola Day              |                   |
| Errata Argentina/2013                    | Iván Vescovo                      |                   |
| La educación gastronómica Argentina/2012 | Marcos Rodríguez                  |                   |
| Los dueños Argentina/2013                | Agustín Toscano, Ezequiel Radusky | Mejor Película    |
| Polvareda Argentina/2013                 | Juan Schmidt                      |                   |
| Yvy Maraey Tierra sin mal Bolivia/2013   | Juan Carlos Valdivia Flores       |                   |
| Carne de perro Chile/2012                | Fernando Guzzoni                  | Mejor Guion       |
| Chocó Colombia/2012                      | Jhonny Hendrix Hinestroza         | Mejor Dirección   |
| La Sirga Colombia/2012                   | William Vega                      |                   |
| A estas alturas de la vida Ecuador/2013  | Álex Cisneros, Manuel Calisto     |                   |
| Lima 13 Perú/2012                        | Fabrizio Aguilar                  |                   |
| Brecha en el silencio Venezuela/2013     | Luis Rodríguez, Andrés Rodríguez  |                   |
| Pelo malo Venezuela/2013                 | Mariana Rondón                    | Premio Argentores |

Competencia Internacional de Largometrajes Documental
| DOCUMENTAL                                       | DIRECCIÓN                                      | PREMIOS                     |
| Amancio Williams Argentina/2013                  | Gerardo Panero                                 |                             |
| Eloy Luzco, retrato de un arriero Argentina/2012 | Blas Moreau                                    |                             |
| En la Puna Argentina/2013                        | Lucas Riselli                                  | Mejor Documental            |
| Escuela de sordos Argentina/2013                 | Ada Frontini                                   |                             |
| Humano, Sudamérica renace Argentina/2013         | Alan Stivelman                                 |                             |
| Margarita no es una flor Argentina/2013          | Cecilia Fiel                                   |                             |
| Seré millones Argentina/2014                     | Fernando Krichmar, Omar Neri, Mónica Simoncini |                             |
| El vals de los inútiles Chile/2013               | Edison Cajás                                   |                             |
| Pena de muerte Chile/2012                        | Tevo Díaz                                      |                             |
| Rosita, la favorita del tercer Reich Chile/2013  | Pablo Berthelon                                |                             |
| El viaje del acordeón Colombia/2013              | Rey Sagbini, Andrew Tucker                     |                             |
| Tiempos de dictadura Venezuela/2012              | Carlos Oteyza                                  | Mención Especial del Jurado |

#### Actividades Académicas y Especiales
El Festival contó con una nutrida agenda de Actividades Especiales, en las cuales se realizaron clases magistrales con distintos representantes del mundo cinematográfico:
- Masterclass con Luis María Serra
- Masterclass con Miguel Pérez
- Masterclass con Miguel Ferrari y Marcelo Pont
- Diálogo de Altura con Pino Solanas
- Charla sobre la Academia Nacional del Cine a cargo de Verónica Calvo
- Diálogo de Altura con Miguel Ferrari
- Escuela de Cine Documental de Sucre (Bolivia) y Plataforma Audiovisual Salta
- Mesa sobre los Derechos de Autor a cargo de miembros de la comisión directiva de Argentores